# 金田一耕助の冒険 (映画)
『金田一耕助の冒険』（きんだいちこうすけのぼうけん）は、1979年7月14日公開の日本映画。横溝正史の短編小説「瞳の中の女」の映画化で、大林宣彦監督、古谷一行主演。地方では『蘇える金狼』と2本立てで公開された。
なお、金田一耕助を主人公とする短編推理小説を集めた同名の短編集が、1975年に春陽堂文庫から、1976年に角川文庫から刊行されている。原作となった「瞳の中の女」はその収録作の一つである。

## 概要
盗まれた石膏像の頭部にまつわる連続殺人事件を金田一耕助の活躍で解決に導くミステリー・コメディ映画。『犬神家の一族』『悪魔が来りて笛を吹く』に続く、角川映画による金田一耕助シリーズの第3弾で、当初は番外編かつ完結編のつもりで製作された（後に『悪霊島』が続く）。原作となった短編『瞳の中の女』は、事件が完全には解決しないままで終わっている。その真相を解明し、ちゃんと結末を示そうというのが、本作の基本プロットになっている。
本作は1978年11月の日本公開時に「全編パロディー」との宣伝文句と共に上陸したアメリカ映画『ケンタッキー・フライド・ムービー』の影響を受けた一本である。全編にわたって当時大ヒットしていた邦画洋画、過去の名画、CMや角川映画、歌謡曲などのパロディが盛り込まれており、日本初のパロディ映画といわれる。

## あらすじ
今や映画に、テレビに、文庫本にと大ヒットを飛ばし、一躍日本の大スターと化した金田一耕助。盟友、等々力警部と共に今日もグラビアの撮影に励んでいた。しかし金田一の心は一向に満たされてはいなかった。何故なら、殺伐とした現代日本では、金田一が最も欲する「おどろおどろしくも美しい殺人事件」は起こりようが無かったからだ。
そんなある日、金田一が病院坂を散歩していると、突如謎のローラースケート軍団に拉致されてしまう。その正体は近頃話題になっている美術品専門の窃盗団「ポパイ」であり、女首領のマリアは金田一の大ファンであった。
それ故に、過去に金田一が関わった事件である「瞳の中の女」事件が、結局最後まで犯人がわからずじまいなのに納得がいかない様子だった。
マリアは当時、事件の重要参考物である「不二子像」の首の部分を持っており、それを元に事件を解決に導いて欲しいと要求するのだった。しぶしぶと数十年前の事件の調査を再開する金田一であったが…。

## キャスト
- 金田一耕助 - 古谷一行
- 等々力警部 - 田中邦衛
- 古垣和哉(新興美術協会会長) - 仲谷昇
- 森友吉(老人ホームの老人) - 山本麟一
- 明智文江(美術店夫人) - 吉田日出子
- 石田五右衛門(故売屋「萬屋」主人) - 坂上二郎
- 明智小十郎(明智美術店店主) - 東千代之介
- たね（古垣邸召使） - 樹木希林
- マリア(泥棒集団「ポパイ」首領) - 熊谷美由紀（現・松田美由紀）
- パンチ(泥棒集団) - 江木俊夫
- サンデー(泥棒集団) - 阿部健太（現・柴本浩行）
- ポスト(泥棒集団) - 木下隆康
- ピア(泥棒集団) - 大塚治美
- 英子(ディレクター) - 宇佐美恵子
- ディスコで歌う少年歌手 - 原田潤
- 床屋の店主 - 小島三児
- 明智小十郎の秘書・高木 - 草野大悟
- 明智美術店の店員 - 小野ヤスシ
- 蛸島裕太郎（「サラ金大王」社長） - 佐藤蛾次郎
- 根本（古垣の秘書） - 南州太郎
- 矢野（等々力の部下） - 重松収
- 綾香（明智の女） - 小川亜沙美
- 藤井たか子(水商売) - 赤座美代子
- 今泉（山の老人ホーム経営者） - 伊豆肇
- 記者A - 梅津栄
- 記者B - だるま二郎
- 記者C - 金子盛勇
- 記者D - 磯野好司
- 記者E - 高橋良平
- 老人A - 大泉滉
- 老人Bと時代劇を撮影する映画監督（二役） - 大林宣彦
- 警官 - 車だん吉
- 子供たちのリーダー・リカ - 三輪里香
- 団地の主婦 - 千うらら
- 音楽教室の秘書 - 武知杜代子（現・武智豊子）
- 修道尼 - 川口裕子
- アナウンサー(トーク番組の司会者) - 新山真弓
- 里子(文江の使用人) - 明日香和泉（現・明日香七穂）
- スウィート（ドラキュラの花嫁） - 宮子昌代
- 時代劇の悔しがる娘 - 石井めぐみ
- アデランス - 南たかし
- デリッチュ - 山中光
- 釣人 - 高林陽一
- 画家 - 田山力哉
- 世田（ピアノ伴奏をする音楽教師） - 宮崎尚志
- 下駄屋の娘 - 大林千茱萸
- 下駄屋の店主 - 薩谷和夫
- スーパーマンを見上げて叫ぶ通行人 - 前川鴻
- サラ金大王の配下A - 池田伝一
- サラ金大王の配下B - 大内勇吉
- サラ金大王の配下C - 広瀬正一
- フォトスタジオのスタッフA - 姫田真佐久
- フォトスタジオのスタッフB - 木村大作
- フォトスタジオのスタッフC - 大久保賢一
- フォトスタジオのスタッフD - 中岡京平
- フォトスタジオのスタッフE - 中村明
- フォトスタジオのスタッフF - 宇田川幸洋
- バッファロー軍団A - 吉中六
- バッファロー軍団B - 兼松隆
- バッファロー軍団C - 檀喧太
- バッファロー軍団D - 龍駿介
- 老人ホームで歌う合唱団 - マザーグース合唱団
- 劇団若草
- 劇団ひまわり
- 劇団日本児童
【友情出演】
- 金田一が住んでいるアパートの隣人 - 志穂美悦子
- 金田一を慕う少女 - 斉藤とも子
- ＴＶ局のゲスト - 笹沢左保
- 横溝先生 - 横溝正史
- 床屋の客 - 高木彬光
- 団地の亭主と本人役（二役） - 角川春樹
- 「瞳の中の女」の襲われる訪問者 - 峰岸徹
- 街のドラキュラ - 岸田森
- パズルを解く列車の乗客 - 檀ふみ
【特別出演】
- カレーを食べる八杉恭子 - 岡田茉莉子
- 隅田光一(「八甲商事」社長) - 夏木勲（夏八木勲）
- 「瞳の中の女」の等々力警部 - 三橋達也
- 「瞳の中の女」の金田一耕助（11代目） - 三船敏郎

## スタッフ
- 監督 - 大林宣彦
- 製作 - 角川春樹
- 原作 - 横溝正史(角川文庫版)
- 脚本 - 斎藤耕一、中野顕彰(中野圭一郎)
- ダイアローグ・ライター - つかこうへい
- タイトルデザイン - 和田誠
- アニメーター - 堀口忠彦
- プロデューサー - 元村武、大林恭子(ノンクレジット)
- 撮影 - 木村大作
- 美術 - 薩谷和夫
- 照明 - 小島真二
- 録音 - 宮永晋
- 編集 - 井上親弥
- 記録 - 黒岩美穂子
- スチール - 手塚龍行
- 助監督 - 猪崎宣昭
- 製作担当 - 水野洋介
- プロデューサー補 - 高橋速円
- ファッションコーディネーター - 吉田叡子
- 音楽 - 小林克己
ストリングスアレンジャー - 小田健二郎
主題歌 - 『金田一耕助の冒険・青春編』『金田一耕助の冒険・サーカス編』(作詞：山川啓介、作曲・編曲：小林克己)
歌・演奏：センチメンタル・シティ・ロマンス＆村岡雄治[8]
企画制作 - 角川レコード
発売 - 日本コロムビア
- 監督助手 - 北西洋二、小林俊夫、羽石龍太郎
- 撮影助手 - 岸本正広、信坂利文、金中愛子
- 照明助手 - 小山勲、藤野慎一、荒静也、千葉晴男
- 録音助手 - 芦原邦雄、黒川英男、菊地正嗣
- 美術助手 - 栗原信雄、吉村伸一郎
- 大道具 - 石井常男
- 小道具 - 田中良直
- 合成作画 - 岡田明方、山田孝
- 装飾 - 建守未好、佐々木康二
- 美粧 - 山田かつら店
- 衣裳 - 京都衣裳
- ディスコ振付 - いわさきりゅうじ
- 録音 - 東宝録音センター
- 効果 - 宮田音響
- 選曲 - 合田豊
- 編集助手 - 待田政治、岡安和子、正木和史朗
- 演技事務 - 室岡信明
- 製作主任 - 大橋和男
- 現像 - 東洋現像所
- タイトル制作 - (株)宣映
- 宣伝 - 原田宗親、福永邦昭、小谷松春雄、徳留義明、四方義朗
- 製作 - (株)角川春樹事務所
- 配給 - 東映洋画
- 製作協力 - 三船プロダクション、角川書店
- 協力 - 東洋工業、味の素ゼネラルフーヅ株式会社、スポットビルト(アジア)株式会社、SPCスポーツ、スクランブル・ローラー・リーグ協会
- 衣裳協力 - (株)カインドウェア、東京スタイル、(株)ワールド、(株)SUZUYA アニーズショップ
- 写真協力 - ファイン・フォト・エイジェンシー
- 家具協力 - 山久インテリア家具パレス

## 製作

### 企画
1978年暮れ、石上三登志責任編集の映画雑誌『映画宝庫』での石上とのリレー対談で、当時新進気鋭の若手だった大林宣彦が、当時既に悪評が高かった角川春樹を高評価してラブコールを送る。それに応える形で角川は大林を監督に起用した。角川はもとから黒澤映画に代表される大作映画（ビッグ・バジェット）と、俗にアート系あるいはインディペンデンス系と呼ばれる小予算の映画（ロー・バジェット）の両方をバランスよく作りたかったが、ビッグバジェットの方は撮ってくれても、ローバジェットの方は撮ってくれる監督がいなかった。角川自身は黒木和雄や長谷川和彦に撮って欲しかったが、「角川映画だけはやりません」などと断られていた。大林が手を挙げたので角川はとても喜んでいたという。当時の角川映画は「大作主義、大宣伝主義で名を売っている」イメージ。角川は10億だ、20億だと莫大な製作費を注ぎ込んで大作映画を撮っていて「角川春樹はうるさいプロデューサーだ」という噂で持ちきりだったが、大林と角川は意気投合し、本作を大林初の角川映画として撮り、大林はその後1992年まで角川映画最多の6作品の監督を務めた。角川は「大金をかけて映画を作った」と批判されていることを認識していたため「お金をかけずに面白い映画を作ろう」と大林に持ちかけた。本作のラスト近くで、プロデューサーの角川が原作者の横溝正史の家へトランクいっぱいの札束を運んできて、横溝が「こりゃあまた沢山ありますねぇ」と言うと、角川が「ええ、こりゃもう大作並ですから」と答え、横溝が、札束を一つ手に取ってみると、表の一枚だけが本物で中身は白紙の、贋の札束。すかさず横溝が「中身は薄いですなあ!」と言うシーンがあり、これは当時、誇大宣伝によって客は集めるものの、中身は薄いと言われ続けた角川映画のパロディであり、その批判精神を一番面白がったのは角川自身であった。角川は「これまでやったことのない喜劇を、ぜひ一本作ってみたかった」「金田一シリーズの別冊付録であり、最後に番外編を一本やって区切りをつけたいと思った」、大林は「角川春樹と大林宣彦に対する非難のすべてをギャグにしてやろうという、たいへん身も蓋もない、多少ネクラな悪ふざけをやってみよう」と本作を作ったと述べている。当時の大林の作風であったシュールな特殊効果がふんだんに使われている。その上、過去の金田一シリーズのセルフパロディ要素もあり、金田一シリーズのお約束である「人が次々と殺される」「複雑な因縁」「あまり役に立たない金田一」といった面を徹底的にパロディとして扱っている。ラストシーンでは、「金田一耕助は何故、被害者が増える前に事件を解決できないのか?」というミステリファンの長年の疑問に対して、金田一自らがその理由を熱弁するという異色なものとなっている。金田一が長々と最後に語る「フィクションにおける探偵論と日本人論」は、あまりの長回しで、このシーン自体が、短いカット割りを繰り返す特徴を持つ大林映画の逆説的なパロディにもなっている。角川映画初の低予算作品で製作費は8000万円、宣伝費1億円。スタジオも従来の東宝スタジオ、日活撮影所などの大手から三船プロに切り替え、俳優も三船プロ関連の役者を多数起用し、大幅な間接費節減を行っている。

### 脚本
脚本クレジットは斎藤耕一と中野顕彰だが、本作のプロットは大林と「ダイアローグ・ライター」としてクレジットされるつかこうへいが何度か打ち合わせをやって練り上げた。つかはまだ映画化された作品はなく、一般的には知られておらず、「『熱海殺人事件』などの軽妙なせりふ回しで、若い演劇ファンに圧倒的な支持を受ける演出家」という位置付け。勿論、大林もまだ映画ファンにしか知られていない存在で、「ひとクセもふたクセもある当代の人気者2人が手がける映画」という触れ込みだった。つかの持つ新鮮な時代感覚やパロディー精神を作品に取り入れるという意味でのつかの起用だった。「ダイアローグ・ライター」は、日本映画初の試みであったが、2人の打ち合わせで「金田一自身が事件を本当は何ら解決していないという気まずさを前面に出そう」とか「『よしっ、わかった！』の迷セリフで従来の「金田一耕助シリーズ」には欠かせなかった等々力警部に、もっと"敵"として金田一に対する嫌悪感を出させよう」といったアイデアが生み出され、「大宣伝の角川映画というイメージをひっくるめて大パロディ映画に仕立てよう」というプロットは大林とつかで考えたものである。「ダイアローグ・ライター」という日本映画界では耳馴れない役割は、台詞の部分だけ手を入れるという意味で、ハリウッド映画ではダイアローグ・ライターが確立されているとされたが、日本ではそういう職業はこれまでなかった。つかが台詞の部分にも手を入れたとだけでなく、全体の構成にも関わっている。古谷一行によれば、つかの加筆によって、金田一と等々力の確執が明確になり、それを基本線としてどう演技すればよいかが見えてきたという。「ダイアローグ・ライター」は画期的だという触れ込みであったが、この一作で終わった。

### キャスティング
テレビ版『横溝正史シリーズI・II』(毎日放送＋映像京都+三船プロダクション+大映(京都)+東宝 1977年 - 1978年)で金田一を演じて好評だった古谷一行を主演に起用。ある世代の人たちの中では、金田一耕助＝古谷一行だが、映画で古谷が金田一を演じるのは本作一本のみ。同時期に東宝スタジオでは、「石坂浩二の金田一ものとしては最後の」と宣伝された『病院坂の首縊りの家』を撮影中だった。
金田一の相棒・等々力警部役の田中邦衛は、大林が田中のファンで「大林映画の常連になって欲しい」という希望を持っていたが、大林ワールドに呆れ果て『八甲田山』のパロディのシーンで田中が「おれ、ついていけねえよ。皆、好きだなあ」と本音の呆れ声を出し、本編でもそのセリフを使った。大林は以降、田中に出演オファーを出す勇気がなくなったという。
ヒロイン・マリア役の熊谷美由紀（現・松田美由紀）は、たまたま大林と角川が雑誌『GORO』の篠山紀信の激写シリーズで見て（当時NHK連続テレビ小説『マー姉ちゃん』で人気者になっていた熊谷真実との姉妹スナップで見て、ヒロインに抜擢したと大林は著書で述べているが、熊谷美由紀はまだ無名であり、実際にはつかこうへいの推薦によるものだった。『金田一耕助の冒険』は、地方では『蘇える金狼』と2本立て公開され、このキャンペーンで熊谷美由紀は松田優作と初めて会った。
友情出演として、原作者である横溝正史がセルフパロディを含む本人役、製作の角川春樹が団地の亭主、高木彬光が床屋の客、笹沢左保がテレビ局のゲストで登場しているほか、志穂美悦子、斉藤とも子、峰岸徹、岸田森、檀ふみら、それまで大林宣彦映画や角川映画に縁のあった俳優も、短いシーンながら数多く出演している。特別出演に、夏木勲（夏八木勲）が『白昼の死角』の隅田光一、岡田茉莉子が『人間の証明』の八杉恭子、三船敏郎が劇中劇の11代目金田一耕助、三橋達也が劇中劇の等々力警部としてクレジットされている。彼らのほとんどが、無償か無償に近い出演であった。

### 音楽
サウンドトラックはセンチメンタル・シティ・ロマンスが担当。センチメンタル・シティ・ロマンスは、ちょうどゴダイゴと同じレコード会社・日本コロムビアに移籍したところで、同じ大林監督の『ハウス』でサントラを担当したゴダイゴそっくりの音色を見せる。映画全体がパロディなら、音楽までパロディなのかと評された。センチメンタル・シティ・ロマンスはデビュー当初、ウェストコースト・サウンドの代表のように言われ、日本語はロックのリズムに乗り辛いといわれる定説に挑戦し、難しい詩でイメージだけを訴える試みをしたバンド だが、ここでは実に分かりやすいメロディアスな歌を歌う。
羽田健太郎らが参加し、金田一の小説からインスピレーションを受けたイメージアルバム『金田一耕助の冒険』の「八つ墓村」が、「八つ馬鹿村」のシーンで使用されている。

## 宣伝
キャッチフレーズは「《角川映画》、笑いに挑戦！　あの金田一耕助がコメディーに登場。」だった。
タイトルバックは和田誠。依頼したのは角川春樹自身で、和田はさらに『金田一耕助の冒険』の文庫本2冊の装幀、ポスター3種類、映画版『金田一耕助の冒険』のポスター、サウンドトラックのレコードジャケット2種類（シングルとLP）、映画の予告編とテレビCMに挿入されるアニメーション（映画中では使用されていない）、劇中映画『瞳の中の女』の字幕などを全て担当した。これが縁となって、後に角川映画の『麻雀放浪記』で監督デビューする。
東映洋画部の宣伝部員・野村正昭が「これでも映画か!」というキャッチフレーズを創案して「宣伝コピー監督賞」を受賞した。大林は野村にTシャツを贈呈した。

## 作品の評価
- 「キネマ旬報ベストテン」では1票も入らず、しかし読者投票では25位だった[5]。
- 本作は横溝ファンの間でも大林映画ファンの間でも評価は低く、無視されるか、貶されるかどちらかである[5]。推理作家の加納一朗は、『名探偵読本8・金田一耕助』（パシフィカ）の中で本作を酷評した上で、主演の古谷の演技についても「日本にはスラップスティックやパロディを体現できる俳優がいない」とまで扱き下ろした。しかし大林自身は、「大林映画の中で最も好きだ」と告白するファンもいることを、DVD収録のインタビューの中で答えている。
- 金田一シリーズのような有名作品のパロディなら今日観ても理解もできるが、賞味期限が当時でもすぐ切れるような元ネタのパロディがふんだんに登場するため[4]、大槻ケンヂは、「当時のパロディが現代では全く意味が分からなくなってしまっているために結果的にパロディーとしての存在理由は失われ、ギャグとしても成立せず、もはや現在では"観るなぞなぞ"と呼ぶべき状態になり、かえってシュールな作品に変貌している映画史に語り継がれるべき怪作」と評している[7]。大槻は公開時に数回本作を鑑賞したが、観客から笑いが起こったのは、先の角川が横溝に札束を持って行き、横溝が「私はこんなバカな映画にだけは出たくなかった」と言われて角川がズルッとこける1シーンだけだったと話している[7]。

## 影響
- 撮影中、監督の大林は役者とスタッフに対して、常に相手の目線に立ち、気さくに話して、決して怒鳴らなかった。ある時、照明スタッフがうっかりレフ版を跨いだが、「侍にとって刀は命より大切で決して跨がないんだよ」と穏やかに諭したという。特に、女優に対して褒めて魅力を引き出す、その手法には、製作者の角川が「新人女優をスターに出来る監督だ」と感銘し、薬師丸ひろ子主演の『ねらわれた学園』の監督に起用するきっかけとなった[24]。
- 「ダイアローグ・ライター」クレジットのつかこうへいは、元々自作の小説・エッセイなどを角川書店で文庫化してもらっていた恩義もあって、つかは向後、角川の新人オーディションの審査委員を務めたり、角川映画のための原作を提供したりと、実質的な角川映画のブレーンとなっていくことになる。

## テレビ放映
映画公開の翌1980年８月22日(金)、テレビ朝日系列局にてTV初放送された。大林映画の常として、テレビ放送に際して監督自身の手によって大幅な新編集が加えられている。具体的には、放送時間に収めるためにパロディの多くがカットされた。
しかし、つなぎのために全編にわたってアフレコをし直しており、そのせいでギャグの数自体はかえって増えることになった。
このヴァージョンはTV放送のための一度きりのもののため、他の媒体で再収録・再放送・再上映されたことはなく、現在では幻となってしまっている。
2010年代にTOKYO-MXの日曜映画「角川映画特集」のミステリー映画の回に『悪霊島』『犬神家の一族』『天河伝説殺人事件』と共にラインナップされて放送された。

## ギャグ・パロディ注
アイリス・イン(iris in)
画面中に円形の窓が開き、それが拡大して場面転換が行われる手法。逆に場面が円形に閉じられる手法をアイリス・アウトという。『エルダーブッシュ峡谷の戦い』(1913年／D・W・グリフィス監督)で、撮影監督ビリー・ビッツァ―が開発した。007シリーズのアバンタイトル(通称ガンバレルショット)も、このアイリス・インで物語が始まる。
このように本作は、パロディというよりも過去の映画への素直なオマージュとなっている表現の方が多い。
蒸気機関車
大井川鐵道の旧国鉄C11形蒸気機関車227号機を撮影したもの。大林宣彦はドキュメンタリー映画『すばらしい蒸気機関車』（1970年/高林陽一監督）、『最後の蒸気機関車』（1973年/同監督）で音楽を担当しており、機関車には造詣が深い。この列車の中は「昭和20年代」という設定で、乗務員や乗客も当時の風俗で登場している。
備前一宮駅
岡山県・吉備線の一駅。始発は総社駅。金田一耕助はさらに岡山駅から東京に向かう過程にある。映画『悪魔の手毬唄』（1977年/市川崑監督）のラストシーンが「総社」駅で、そこから物語が本作に繋がっているように見える構成になっている。
古谷一行
東映製作の本作は、本来、同社製作の『悪魔が来りて笛を吹く』（1979年/斎藤光正監督）で金田一耕助を演じた西田敏行が主演する予定だった。西田のスケジュールの都合でそれが叶わず、テレビシリーズで耕助役だった古谷にオファーが回ってきたが、結果的に古谷が映画で耕助を演じた唯一の作品となった。耕助の衣装で、胸と尻にジーンズのポケットが付いているのは、古谷自身のアイデアによるもの。古谷は本作を「最後の金田一耕助」のつもりで演じたという。
パズルを解く列車の女学生
演じているのは檀ふみ。大林宣彦が檀ふみの父・檀一雄に『花筐』の映画化を申し入れていた関係で、縁があった。当時25歳だったが、慶應義塾大学を数年に渡って留年中で、実際に女子大生であった。大林映画には『HOUSE ハウス』『瞳の中の訪問者』（1977年）に続く出演。またTV版『横溝正史シリーズ／悪魔が来りて笛を吹く』（1977年/TBS）では、ヒロインの椿美禰子を演じている。
「CROSSWORD PUZZLE by CHESTERTON」
「チェスタトン」はブラウン神父シリーズの作者・G・K・チェスタトンから。チェスタトンのある有名なミステリー小説のトリックは、アガサ・クリスティやエド・マクベイン、坂口安吾や横溝正史ほかの有名なミステリー作品のトリックに流用されている。本映画のメイン・トリックのヒントにもなっているので、このカットを見逃すと数々のパロディの意図が分からなくなってしまう。
「あの有名な、言語学者の」
金田一耕助と、言語学者・民俗学者・アイヌ研究者の金田一京助とを間違えている。ただし、金田一耕助の名前は京助から取られたものであり、出身も同じく東北ということになっている。
「インディアン・ライラック（百日紅）」「取るに足らぬ男です」
原作『百日紅の下にて』のラストでの、金田一耕助自身の台詞から。金田一耕助は、この事件を解決後に獄門島に向かう。
耕助が自身に言及した象徴的な台詞だが、これを口にした俳優は、現在までで、古谷一行と池松壮亮(『シリーズ・横溝正史短編集 金田一耕助登場！／百日紅の下にて』2016年・NHK)の二人だけである。
オープニング・タイトル
和田誠によるアニメーション。動画を担当したのは堀口忠彦で、二人は後年、『怪盗ジゴマ 音楽篇』(1987年)でも、監督・動画としてペアを組んだ。同じくオープニングとエンディングがアニメーションだった、ブレイク・エドワーズ監督の『ピンク・パンサー（クルーゾー警部）』シリーズを意識した演出。
和田誠は、毎日新聞に連載された横溝正史のエッセイ『真説金田一耕助』（1976年）のイラストを担当した時には金田一耕助の風貌をオリジナルで、単行本化の際には映画版の石坂浩二を基に描いていたが、今回の映画と文庫版二分冊の『金田一耕助の冒険』（1979年/角川文庫）のカバーでは、古谷一行をモデルに描き直している。等々力警部のモデルは田中邦衛。
金助冒耕田の一険
等々力警部が懐中電灯で照らした順にタイトルを読むと、このように読める。アナグラムとしてのお遊び。
元ネタの『ピンクの豹』でも、ピンクパンサーが監督のBLAKE EDWARSのスペルを入れ替えて遊んでいる。
正面から歩いてくる金田一耕助
和田誠は、横溝正史のエッセイ集『真説金田一耕助』の連載第一回のイラストで、山道を向こうからやって来る耕助を描いた。それ以前、横溝正史ブームが始まって最初の映画化である『本陣殺人事件』（1975年/高林陽一監督）の時には、中尾彬の金田一耕助は後ろ姿で登場していた。真正面から歩いてくる耕助（石坂浩二）を描いたのは、和田と『犬神家の一族』（1976年/市川崑監督）での演出がほぼ同時期である。
ストップモーションの連続のような中抜き作画は、手抜きではなく、『犬神』で、野々宮珠世（島田陽子）を沈むボートから救う耕助のシーンを、ストップモーションの連続写真で処理していたことへの和田誠のオマージュ。市川崑ファンである和田誠は、そのシーンを「意味がなくて印象的」と評価している。ただし市川崑自身は「テンポを速めるため」とその意図を説明している。リメイク版『犬神家の一族』（2006年）では、当該のシーンは通常の撮影に戻された。
フケ
原作にもある、耕助が頭を掻いて撒き散らす頭皮のカス。市川崑の金田一映画シリーズでは、この癖が特に強調されていた。
蝙蝠・鍾乳洞・落武者
『八つ墓村』から。
日本刀
『本陣殺人事件』の凶器。
等々力警部
フルネームは等々力大志。警視庁捜査一課勤務。金田一耕助の東京での相棒。東京到着から、時代は現代（1979年）になる。
劇中で、等々力警部は金田一耕助のことをしばしば「耕助ちゃん」「耕ちゃん」と親しげに呼ぶが、原作で彼を「耕さん」などと下の名前で呼ぶのは、パトロンの久保銀造、風間俊六、Y先生（横溝正史）らごく近親者に限られていて、等々力は終始一貫して「金田一さん」「金田一先生」と呼んでいる。このように原作から乖離して映画オリジナルのキャラクターになったのは、つかこうへいによる脚色が大きい。
演じる田中邦衛は、横溝正史原作映画には松竹版『八つ墓村』（1977年/野村芳太郎監督）の尼子の落武者役に続く出演。本作への起用は、前年、田中がつかこうへいの舞台『ヒモのはなし』『改訂版・出発』に主演した縁による。等々力がタキシードを着ているのも、『熱海殺人事件』の木村伝兵衛(くわえ煙草伝兵衛)のスタイルを踏襲したもの。古谷一行は俳優座の後輩で(田中が７期生、古谷が16期生)、二人は舞台上でも共演の経験があったが、映画での共演はこれが初めて。
「岡山の磯川さん」
岡山県警の磯川常次郎警部のこと。金田一耕助とは、デビュー作『本陣殺人事件』以来、岡山で起きた事件の多くでコンビを組んだ。等々力警部とは原作『悪魔が来りて笛を吹く』で交信がある他、作者死去のため、書かれないまま構想のみに終わった『千社札殺人事件』で、両警部が協力して事件に当たる予定だった。
「元気、元気」
当時の所ジョージの持ちネタ。その後は「元気な子どもは股間が鉄砲百合」などと続くが、ここでは省略されている。
「そうじゃ、そうじゃ」
総社駅にひっかけた駄洒落。映画『悪魔の手毬唄』のラストで、耕助（石坂浩二）が磯川警部（若山富三郎）に問いかけた言葉に、駅名で「そうじゃ」と答えているように見えることを踏まえている。
『悪魔の手毬唄』は、原作の設定は昭和30年だが、映画版では昭和27年に変更されている。市川崑の金田一シリーズとしては２作目だが、作品中の時系列では「最後の事件」に当たり(『病院坂』の一年後という設定)、『金田一耕助の冒険』がさらにその後の「本当の最後の事件」になることを暗示している。
付けヒゲ
等々力警部の両端がピンと立った口ヒゲは、アガサ・クリスティーが生み出した名探偵、エルキュール・ポアロを模したもの。ポアロは元々自前のヒゲをたくわえていたが、最終作『カーテン～ポアロ最後の事件』では、後年は付けヒゲにしていたことが語られている。
「映画でも本でも、これで当たるんなら結構なこっちゃないですか」
1979年の映画公開の時点で、角川文庫の横溝正史作品は67点を数え、4,000万部を突破している。ただし、横溝正史ブームは東宝製作のシリーズが『病院坂の首縊りの家』（1979年/市川崑監督）で一旦終了、一段落しており、この後の映画化は『悪霊島』（1981年/篠田正浩監督）、『八つ墓村』（1996年/市川崑監督）、『犬神家の一族』（2006年/市川崑監督）の三本しかなく、いずれもはかばかしい興行収入を挙げられずに終わった。
「いやあ、あなたのカインド・オブ・ウェアもなかなか決まってますよ」
本作の衣装協力は、メンズ・フォーマルウェアの老舗、カインドウェアだが、間に「オブ」を挟むと「一種の洋服」「どちらかというと洋服に近いもの」という意味になる。耕助は英語に堪能なので、これは誤りではなく故意。当然、等々力警部は耕助の皮肉には気づいていない。
フォトスタジオでの耕助と等々力のポーズ
『明日に向って撃て!』（1969年/ジョージ・ロイ・ヒル監督）のラストシーン、ブッチ・キャシディ（ポール・ニューマン）とサンダンス・キッド（ロバート・レッドフォード）のポーズから。この写真撮影は、本映画の宣伝ポスターに使用されたものを撮影しているという設定。実際にこのポーズには「アサッテに向かって撃て!」というキャッチコピーが付けられていた。後にDVDのパッケージにも使用されている。
この写真撮影シーン（映画のラスト近くでのシーンも含めて）には、実際の映画スタッフや映画評論家ら（キャスト表参照）が数多くカメオ出演している。カメラマンの姫田真佐久は、本作でネタにされた『人間の証明』（1977年/佐藤純彌監督）、『野性の証明』（1978年/佐藤純彌監督）の撮影監督を、木村大作は『八甲田山』（1977年/森谷司郎監督）、『聖職の碑』（1978年/森谷司郎監督）ほかの撮影監督を務めている。
「我々、命を狙われたとしか思えませんが」
探偵が犯人に命を狙われるのはシャーロック・ホームズ以来の伝統と言えるが、金田一耕助も『女王蜂』事件では真犯人に殺されかけている。
「また恐ろしい偶然が重なりそうだなんつうんじゃないでしょうね」
『犬神家の一族』での耕助「あまりにも多くの偶然を計算に入れなければならないものですから」、犬神佐清「恐ろしい偶然が何度も何度も重なってきたのでした」という台詞（1976年の市川崑監督映画でも踏襲）を踏まえたもの。
耕助と等々力の背後の泥棒
警官や刑事の背後でも堂々と泥棒を働くギャグは、サイレント喜劇以来のギャグの定番。キーストン・コップスやチャールズ・チャップリンの初期作品にも頻繁に見られる。本作の前年公開の『ラトルズ ALL YOU NEED IS CASH』にも同様のギャグがあった。
ゴジラ
美術館の中に、ロダンの「考える人」のポーズを取るゴジラ像がある。この時期、『メカゴジラの逆襲』（1975年/本多猪四郎監督）を最後に、シリーズは休眠中だった。
火の鳥
同じく、美術館の天井に飾られているのは、手塚治虫が創造したキャラクター「火の鳥 (漫画)」(フェニックス)。前年1978年に市川崑監督によって実写＋アニメーション合成の『黎明編』が映画化されていた。
大林は手塚治虫の熱心なファンで、『ブラック・ジャック』の一編『春一番』を『瞳の中の訪問者』のタイトルで1977年に制作している。
マリア
ヒロイン・マリアの名前は、『ウエスト・サイド物語』（1961年）のシャーク団リーダー・ベルナルドの妹（ナタリー・ウッド）、および『サウンド・オブ・ミュージック』（1965年）の元修道女でトラップ家の家庭教師（ジュリー・アンドリュース）から取られている。どちらの映画も、監督はロバート・ワイズ。熊谷美由紀のヒロイン起用は、ダイアローグ・ライターのつかこうへいの引きによるもの。当時つかは美由紀の姉の熊谷真実と恋愛関係にあった（後、結婚および離婚）。美由紀はつかから初演技について「今持っている若さがどれだけ出るか、存在感を素直に出せばいい」と告げられて出演を決意したという。
美術品窃盗団ポパイ
「ポパイ」はアメリカのカートゥーンからだが、1976年より平凡出版→マガジンハウスから発刊されている男性向けファッション雑誌の名称でもある。メンバーのニックネームも、それぞれ当時の大人向け雑誌の名前から付けられていた。「パンチ」→「平凡パンチ」（1964～1988／平凡出版→マガジンハウス）、「サンデー」→「漫画サンデー」（1959～2013／実業之日本社）、「ポスト」→「週刊ポスト」（1969～ ／小学館）、「ピア」→「ぴあ」（1972～2011／ぴあ）。メンバーが白塗りの顔に種々のペイントを施しているのは、ロック・バンド「KISS」の真似。
シナリオ段階ではオートバイでの暴走族集団だったのがローラースケート集団に変更されたのは、「小遣い稼ぎとスリルを楽しむだけの泥棒」に暴走族は相応しくないと考えた大林監督の判断による。
「パンチ」役の江木俊夫は、前年のフォーリーブス解散に伴って、俳優業・プロデュース業にシフトしており、横溝正史作品には『横溝正史シリーズII/不死蝶』(1978年/TBS)の玉造康雄役に続く出演だった。
リムジン
強奪した自動車で次々に強盗を繰り返すのは『俺たちに明日はない』（1967年/アーサー・ペン監督）から。
東京・中央署 夕陽に顔が染まるころ
中央署が登場するたびに解体されてどんどんボロボロになっていくのは、シリーズものコメディ、シットコムによくあるルーティーン（繰り返し）・ギャグ。小林信彦『唐獅子株式会社』シリーズ（1977年～）では、須磨義輝が飼っているブルドッグが、登場するたびにどんどん悲惨な状況になっていく。1979年当時、警視庁本部庁舎の旧庁舎解体、新庁舎建て替えが進められていた（1980年6月竣工）。
バッファロー軍団
等々力警部の部下たち。『野性の証明』（1978年）の自衛隊員役のエキストラとして出演していた「野性軍団」のメンバーが、本作の併映作『蘇える金狼』（1979年/村川透監督）にもそのまま「野性軍団」として出演していたのに対抗して、本作の下っ端役集団が「野牛軍団」を名乗ったもの。
「デカが角刈りにサングラス」
当時の刑事ドラマ『大都会』（1976～1979年/日本テレビ）での黒岩頼介（渡哲也）のスタイル。そもそも渡哲也は、映画『ゴキブリ刑事』『ザ・ゴキブリ』(1973年/小谷承靖監督)で、このスタイルを披露していて、彼のトレードマークになっていた。これは後続の『西部警察』（1979～1984年/テレビ朝日）大門圭介にも受け継がれた。等々力警部は文句を付けているが、後のシーンでは、自身、サングラスをかけている。
「おまけに太陽見りゃあ吠えたがる」
刑事ドラマ『太陽にほえろ!』（1972～1986年/日本テレビ）のタイトルから。
矢野（等々力の部下）
演者は重松収。ちょうど松田優作主演の『探偵物語』（1979年～1980年）にダンディー役で出演中であったため、全く同じスタイルで登場しているが、もともとは『太陽にほえろ!』のロッキーこと岩城創刑事（木之元亮）を真似たものである。
「失礼します」
職質する警官役は車だん吉。コント55号(萩本欽一・坂上二郎)の弟分のコント0番地の「たんくだん吉」として、55号がメインの映画やドラマに「抱き合わせ」で出演することが多かった。コント0番地自体は本作の前年に解散していたが、やはり坂上二郎の「引き」でこのワンシーンだけ出演している。
街のドラキュラ
吸血鬼ドラキュラは、大林監督にとって重要なモチーフで、デビュー前の自主映画作家だった時代に、16mフィルムで『EMOTION 伝説の午後 いつか見たドラキュラ』（1966年）を撮っている。これは後に劇場公開もされた。
ドラキュラを演じた岸田森は、『呪いの館 血を吸う眼』（1971年/山本迪夫監督）、『血を吸う薔薇』（1974年/山本迪夫監督）で和製ドラキュラを演じ、さらには『ドラキュラ都へ行く』（1979年/スタン・ドラゴッティ監督）ではジョージ・ハミルトンの吹き替えを担当、晩年には『もんもんドラエティ』（1981年/テレビ東京）で「本物の」ドラキュラ役を演じたほどで、映画ファンにはドラキュラのイメージが浸透していた。
大林作品には、やはり自主映画製作時代の『喰べた人』(1963年)にエキストラとして出演したのが出会い。最晩年、『火曜サスペンス劇場/可愛い悪魔』（1982年/日本テレビ）にもカメオ出演している。また『横溝正史シリーズII/夜歩く』（1978年）では蜂谷小市に扮した。角川映画には『蘇える金狼』（1979年）に石井役、『戦国自衛隊』（1979年/斎藤光正監督）に直江文吾役、『白昼の死角』（1979年/村川透監督）に隅田光一役で、立て続けに出演している。
「イヤーン」
ドラキュラの花嫁役は、大林宣彦監督の商業デビュー作『HOUSE ハウス』（1977年）で「スウィート」を演じた宮子昌代。本作での役名も同じく「スウィート」で、『瞳の中の訪問者』（1978年）に続き、大林映画には、三作連続して出演している。大林は彼女を主演にして『さびしんぼう』を撮ることを予定していたが、この映画の直後に結婚、本当に「花嫁」となって引退した。
「菊人形、ほら逆さ吊り、口にほら漏斗、出してやってくれよ、みつくろって適当に」
それぞれ『犬神家の一族』『獄門島』『悪魔の手毬唄』の殺害方法。
三本指の手首
中央署の保管庫にあった、美術品盗難事件の証拠品の一つ。『本陣殺人事件』および『悪魔が来りて笛を吹く』には、指が二本欠けた「三本指の男」が登場している。
手首の石膏像を海から釣り上げた釣人を演じているのは、ATG版『本陣殺人事件』（1975年）を監督した高林陽一。『本陣』の音楽を担当したのも大林宣彦である。大林映画には、他に『ねらわれた学園』（1981年）に剣道大会第1回の副査役で、『時をかける少女』（1983年）に時計屋の男役で、『廃市』（1983年）に謡いの客役で、カメオ出演している。
高校大パニック殺人事件
証拠品の一つに付いていた札。映画『高校大パニック』（1978年/石井聰亙、澤田幸弘監督）から。
料理長殿ご用心殺人事件
証拠品の一つに付いていた札。映画『料理長（シェフ）殿、ご用心』（1978年/テッド・コッチェフ監督）から。
リンゴ殺人事件
証拠品の一つに付いていた札。郷ひろみ＆樹木希林の歌謡曲『林檎殺人事件』（1978年/作詞:阿久悠、作曲:穂口雄右）から。もともとはドラマ『ムー一族』（1978年/TBS）の挿入歌。
「ぼくねえ、テレビもやったんですよ」
『横溝正史シリーズ』(1977年「Ⅰ」、1978年「Ⅱ」/TBS）のこと。第１シリーズは『犬神家の一族』『本陣殺人事件』『三つ首塔』『悪魔が来りて笛を吹く』『獄門島』『悪魔の手毬唄』の全６作、第２シリーズは『八つ墓村』『真珠郎』『仮面舞踏会』『不死蝶』『夜歩く』『女王蜂』『黒猫亭事件』『仮面劇場』『迷路荘の惨劇』の全9作。古谷一行は更に『名探偵・金田一耕助シリーズ』（1983～2005年/TBS）で、32本に渡り金田一耕助を演じた。
「例のアメリカ旅行の話、どうなったんですか」
原作での金田一耕助は、1973年、最後の事件とされる『病院坂の首縊りの家』のラストで、アメリカに失踪している。映画『病院坂の首縊りの家』（1979年/市川崑監督）にも同様の描写がある。
「イイイーイイー、ヤッ！」
等々力がティッシュを撒き散らし、耕助がワカメを裏声の掛け声とともに投げ出すのは、当時のクリネックス・ティシューのCMのパロディ。女神と天使がティッシュを箱から抜き出して宙に舞わせるシーンのBGMに、耕助の声のようなコーラスが掛かっていた。
「一、二、三、四、三四郎」
富田常雄『姿三四郎』から。映画としては、黒澤明監督『姿三四郎』（1943年）他、6度（続編含む）映画化されている。本作の撮影監督の木村大作は、1977年版の『姿三四郎』（岡本喜八監督）で撮影監督を担当している。
姿三四郎は柔道家だが、この一団はなぜか全員竹刀を持っている。下駄をクローズアップしているのは、黒澤明が下駄の描写で時間経過を表現していたことに対するオマージュ。
「病院坂」「市川病院すぐそば」
映画『病院坂の首縊りの家』（1979年）から。「市川」は監督の市川崑のこと。原作の『病院坂』は、昭和28年に起きた事件が未解決に終わり、20年後の昭和48年に解決するという筋立てであるが、映画では原作の後半が省略されて、事件は昭和26年に起き、その年のうちに解決したようにまとめられている。本作の「未解決事件を20年後に解決」というプロットは、その映画版『病院坂』で失われた設定を復活させたもの。
「美しい日本も、美しい事件も、どんどん無くなっちまいますねえ」
戦後の都市化と相俟って、通り魔的な動機なき犯罪が増加したことに対する耕助の憂い。犯人の情念に基づいた綿密な計画犯罪を描いてきた横溝正史の本格探偵小説が、1960年代の社会派推理小説の台頭によって旧弊な作り物に過ぎないとされ、正史自身も休筆を余儀なくされていた事実も踏まえている。角川書店による横溝正史のブームは、探偵小説の持つロマンチシズムの復活を示唆するものでもあった。耕助の、あるいは横溝正史の理想とする「美しい事件」がどういうものかは、本作のラストの耕助のモノローグで「日本のおどろおどろしい殺人」「過去の魑魅魍魎を払い捨てるための殺人」だと語られる。
「昔、アメリカにいた頃に」
『本陣殺人事件』に、戦前、十代の頃、渡米して放浪、カレッジに通っていたなどの描写がある。
「お履きになって」
下駄の底にローラースケートが付けられている。『けんかえれじい』(1966年／鈴木清順監督)で、スッポン(川津祐介)が旧制中学校の校舎の廊下を、軍属から逃走するときに使用したもの。
時代劇を撮影する映画監督
跳び上がっているのが大林宣彦監督自身。撮影は、成城にあった三船プロダクションの敷地内セットで行われた。懐剣を持った姫役はデビュー直後の石井めぐみ。
時代劇への憧れもたびたび語っている大林監督だが、本格的な時代劇監督作品は一本もない。ただ、本作のように、劇中劇ならば『麗猫伝説』(1983年)、『海辺の映画館―キネマの玉手箱』(2020年)などの例がある。
撮影所に部外者が闖入して大騒動になるギャグは、『チャップリンの活動狂』(1914年/ジョージ・ニコルズ監督)が最も初期の例。
集団が通り過ぎた後は…
しっちゃかめっちゃかになる描写は、これもサイレント喜劇の定番ギャグから。『キートンのセブン・チャンス』（1925年/バスター・キートン監督）では、キートンが花嫁集団に追い回されるシークエンスで、このギャグが繰り返される。
「『金田一耕助の冒険』、これ、ぼくの短編集ね」
角川文庫からは、「～の中の女」シリーズ11作を収録した一冊本として、杉本一文の描く金田一耕助の表紙で1976年7月に刊行されていたが、本作の映画化に合わせて二分冊され、表紙も古谷一行をモデルにした和田誠の絵に差し替えられ、1979年6月に刊行された。その後、絶版となるが、電子書籍化、さらに2022年には杉本一文カバー版が復刊されて、現在も読むことが可能である。
『瞳の中の女』「まあ、たいへんあいまいな事件で申し訳ありませんが、ひとつぐらいこんな話があってもいいじゃないですか」
正確には「ひとつくらいこんな話もいいではありませんか」。金田一耕助が、事件の最後に真相を横溝先生に語る、というのが「～の中の女」の大方の枠組みで、これも実際に耕助が先生に向かって言った言葉。『瞳の中の女』は、金田一耕助の事件簿中、唯一の未解決事件ということになってはいるが、それは被疑者が死亡ないしは失踪してしまっているためで、一応の結末は示されている。
「ぼくよりいい男だな、こりゃ」
美術品窃盗団のアジトで上映されているのは『三つ首塔』（1956年/松田定次監督）。映っている洋装の紳士は、７本のシリーズに主演した(映画では最多)初代・金田一耕助役の片岡千恵蔵。映画で石坂浩二が、テレビで古谷一行が原作通りの和服の耕助を演じるまで、耕助役の俳優は全て洋装だった。
不二子像
原作『瞳の中の女』に登場する川崎不二子の石膏像。映画では「灰田不二子」と表記されているが、原作では灰田とは密通関係にあるだけで、正妻ではない。
石膏像のモデルになっているのは山口百恵。山口（と三浦友和）と大林監督とは、一連のグリコのCMで縁があり、前作『ふりむけば愛』（1978年）でも二人が主演している。
彫像が実在人物にそっくりなのは、『おしゃれ泥棒』（1966年/ウィリアム・ワイラー監督）に出てくる贋作のヴィーナス像がオードリー・ヘップバーンにそっくりに作られているのが元ネタ。
A MOVIE
大林監督の映画の冒頭に冠されることが多いタイトル。「これは映画です。あくまで虚構です。現実のお話ではありません」の意。
瞳の中の訪問者
原作『瞳の中の女』に登場する実質上の主人公・記憶喪失者の杉田弘。演じた峰岸徹は、『瞳の中の訪問者』（1977年）の登場人物・風間史郎のままの姿で出演。音楽も同映画のBGMが掛かる。『瞳の中の訪問者』では、彼がヒロインの瞳の中に映っているが、本作では彼の瞳の中に女の顔が浮かんでいる設定で、立場が逆転している。事件のキーパーソンであるにもかかわらず、この後、映画には全く出てこない。
峰岸徹は大林宣彦ワールドを象徴する俳優の一人で、『瞳の中の訪問者』以来、『金田一』、『ねらわれた学園』(1981年)、『廃市』(1983年)、『天国にいちばん近い島』(1984年)、『さびしんぼう』(1985年)、『彼のオートバイ、彼女の島』『野ゆき山ゆき海べゆき』(1986年)、『異人たちとの夏』(1988年)、『北京的西瓜』(1989年)、『あした』(1995年)、『22才の別れ Lycoris 葉見ず花見ず物語』(2007年)、遺作となった『その日のまえに』(2008年)まで、13作の大林映画に出演した。横溝正史作品への出演は、ドラマ『 火曜日の女シリーズ / おんな友だち』(1971年/原作:『悪魔の手毬唄』)の青池慎一(原作の歌名雄)役以来。後に『金田一耕助シリーズ / 悪霊島』(1999年)では越智竜平役で、俳優座同期の古谷一行と共演している。
灰田邸
『瞳の中の女』の事件の場所となったアトリエ。原作では吉祥寺にあるという設定。主人の名前は原作では「灰田太三」だが、映画では「灰田勝彦」と、実在の歌手と同名になっている。
金田一耕助（11代目）と等々力警部
劇中映画『瞳の中の女』は、本作で横溝正史の原作を使用した唯一のシーンだが、耕助と等々力警部が杉田弘を追うのは、彼が記憶を取り戻した後のことで、このシーンに登場するのはおかしい。脚本段階では耕助役の三船敏郎には台詞があり、そこで『瞳の中の女』は十年前の事件で、劇中映画でも杉田弘が殴られたシーンは耕助の回想だった、という説明がされていた。
三船敏郎着用の耕助の着物は、東宝から借りてきたもので、石坂浩二が着ていた「本物」。
三船と三橋達也の特別出演は、製作に三船プロを擁したための角川春樹の戦略によるもの。同様に三船プロ制作のドラマ『横溝正史シリーズII/迷路荘の惨劇』（1978年）にも三橋は篠崎慎吾役で出演していた。
「頭、掻きすぎたのね」
頭を掻くが薄ら禿なのは、前述の耕助の癖から。この台詞は脚本にはない、熊谷美由紀のアドリブである。
等々力警部の「ようしっ、わからぬか!」は市川崑の金田一耕助シリーズほかで警部役を務めた加藤武の「ようしっ、わかった!」のもじり。　　
「話がピーマン」
当時の流行語。「話の中身が何もない」の意味。本作の翌年には『ピーマン80』（居作昌果監督）という映画も公開されている。
「Shut up! Baby.」
等々力警部がアメリカかぶれだったり、暴力的だったりするのは、映画『ダーティハリー』（1971年/ドン・シーゲル監督）のハリー・キャラハン刑事（クリント・イーストウッド）の影響。『太陽にほえろ!』を初めとした70年代の日本の刑事ドラマの大多数も、『ダーティハリー』の影響下にあって、暴力的なアクションがお茶の間に頻繁に流れるようになっていた。それは『太陽』以前の刑事ドラマ、たとえば『七人の刑事』（1961年～1969年/TBS）などの地味で渋い刑事たちの姿と比較してみれば顕著である。現実の刑事の姿とは異なる過激な描写には、批判の声も少なくなかったが、視聴者の支持は圧倒的で、類似の番組が後続した。ただ、等々力警部がどんなに格好を付けても、ダーティハリーには程遠く、決めてみせてもまるで決まらない、というギャグになっている。
「『スターログ』? 知らねえな」
アメリカのSF映画雑誌の日本版。映画公開の一年前の1978年に発刊、1987年に休刊。
「『バラエティ』どうしたの? 『バラエティ』」
角川書店発行のサブ・カルチャー雑誌。1977年発刊、1986年休刊。発刊当初は角川映画の宣伝目的であることが顕著だったが、後期は、角川三人娘をフィーチャーすることに多く紙面が割かれるアイドル雑誌に変貌した。三人娘の角川事務所退社と共に、その役目を終えた。
『蘇える金狼』
大藪春彦原作、村川透監督、松田優作主演の角川映画（1979年）。地方では本作の併映だった。
アデランス
風に飛ばされた耕助の帽子を捕まえたのは南たかし。1970年代、アデランスのCMに長らく出演していた。これは、朝丘雪路が風に帽子を飛ばされてしまい、それを女の子連れの南に受け止めてもらって、「アデランスって、素敵ですわね（突風でも飛ばないから）」と視聴者に向かって微笑むバージョンを元ネタにしている。
「先生、この頭、どうしようってんですか」
耕助の「すずめの巣のような蓬髪」は床屋泣かせらしく、原作『獄門島』でも床屋の清公に「こりゃたいへんな頭だな。櫛も通らねえから驚く」と呆れられている。映画『獄門島』の当該のシーンでも、清公(三木のり平)の娘のお七(坂口良子)が「あれ？どっから刈ればいいのかしら？」と途方に暮れる描写がある。総じて耕助と床屋の軽妙なやり取りは、横溝ミステリーの殺伐とした雰囲気を緩和する役割を担っているが、全編おふざけの本作においては、それほど際立った笑いの効果を上げてはいない。床屋の店主は小島三児。
「金田一さん、あなたの推理は間違っている」
佐藤友之著『金田一耕助さん・あなたの推理は間違いだらけ!（1集・2集）』（1978年/青年書館）のこと。いわゆる便乗本（後でいう謎本）。横溝作品のトリックのミスを重箱の隅をつつくようにあげつらっており、揶揄が優先して全く批評になっていない牽強付会な説も多く（『本陣殺人事件』の真犯人を、本文の誤植を取り上げて、一柳賢蔵の双子の兄弟の一柳腎臓だと主張するなど）、高木彬光の他、藤本泉や栗本薫らも痛烈に批判している。
床屋の客・高木先生
高木彬光本人。推理作家、時代小説作家。『刺青殺人事件』（1948年）でデビュー。名探偵神津恭介、大前田英策、弁護士百谷泉一郎、検事霧島三郎、捜査検事・近松茂道（グズ茂）、名探偵墨野隴人など、数多くの名探偵を生んだ。
角川書店は、横溝正史フェアの後、森村誠一フェア、続いて高木彬光フェアを開催している。「光クラブ事件」をモデルとした金融詐欺事件を扱った代表作『白昼の死角』（1979年/村川透監督）が角川映画として映画化、ドラマ化もされた（高木彬光シリーズ）。
「ところで神津恭介君…」
『刺青殺人事件』でデビューした眉目秀麗の名探偵。明智小五郎、金田一耕助と並んで、「日本三大名探偵」と称される。『成吉思汗の秘密』を一応の区切りとして、映画公開当時、神津恭介シリーズは新作があまり発表されていなかった。それには理由があったことが、後年、高木の著書によって明かされることになる。
金田一耕助探偵事務所
原作シリーズで耕助が最初に事務所を開設したのは、『黒蘭姫』によれば、1947(昭和22)年、「京橋裏の三角ビル」。後述するように、後に耕助は緑が丘荘に事務所を移転する。
Enjoy Cocaine
耕助の事務所のドアにあるロゴ。コカ・コーラのロゴに似せているが、実は「コカイン」。シャーロック・ホームズが「7%の溶液」中毒だったことは有名だが、耕助もアメリカ放浪時代に薬物中毒に陥っていたことが『本陣殺人事件』で語られている。ちなみに、コカ・コーラのコカはまさしくコカの葉を使用していたことに由来するが、1903年を境に禁止されたため、耕助がアメリカ時代に飲んだコカ・コーラには、コカの成分は含まれていない。
「浩二さん? いや、耕助ですが。ルリ子さんですって? 違いますね!」
東宝の市川崑監督版で金田一耕助を演じていた石坂浩二のこと。「ルリ子」は浅丘ルリ子で、当時の石坂浩二の妻。
「泥棒は芸術家だが、探偵は批評家に過ぎない」
G.K.チェスタートン『ブラウン神父の童心』第一話「青い十字架」中の台詞「犯罪者は独創的な天才だが、探偵はそれに対する批評家にすぎない」に基づく。
「ピピポポピピポポ」
スター・ウォーズシリーズ（1977年～）のR2-D2の音真似。
「先生、先生」
耕助を慕う少女を演じているのは、同年の映画『悪魔が来りて笛を吹く』（斎藤光正監督）で椿美禰子を演じた斉藤とも子。BGMにも山本邦山の同テーマが使用されている。
「Maxim」
大林宣彦監督による、AGF・マキシムコーヒーのCMが元ネタ。当時、大林宣彦は数多くの海外スターを起用したCMを撮っており、これもカーク・ダグラスがカップを指でチンと鳴らすのが定番のシリーズになっていた。
女性をお姫様抱っこして昇り、口づけをするのは、元々のCMにもあった『風と共に去りぬ』(1939年/ヴィクター・フレミング監督)のパロディ。
江ノ島鎌倉観光500形電車
江ノ島鎌倉観光は、現在の江ノ島電鉄（江ノ電）。500形は江ノ電を代表する車両だったが、80年代からモデルチェンジが進み、2003年に完全に廃車となった。理由は旧型には冷房の搭載が困難だったためである。耕助と等々力が向かっているのが鎌倉方面であるとすると、原作で吉祥寺にあるとされる灰田邸とは設定が合致しない。
「私たち刑事が情熱をもって事件に当たったってのは、大正、昭和の初期まででしたな。今はダメです」
等々力警部が大正時代から刑事だったとすると、1979年当時は70歳を超えていることになる。しかし原作でも等々力の登場は金田一よりも早く、名探偵由利麟太郎・三津木俊助ものの第一作『石膏美人』(1936年)でトリオを組んでいて、その時は既に壮年であった。
修道尼
電車内で、耕助と等々力の隣に座っているスチールが残されているが、本編ではカットされていて出番がない。しかしエンディングにはキャスト名が「川口裕子」とクレジットされている。
たね
『悪魔が来りて笛を吹く』に登場する、椿家の女中と同名。灰田邸の外見も映画版の椿邸に似せている。たねは、原作では脇役だが、映画版で演じた二木てるみには重要な役割が担わされていた。本作では名前が共通しているだけで、特に関連はない。
演者は樹木希林。横溝正史原作作品への出演は、ドラマ『火曜日の女/いとこ同士（原作『三つ首塔』／1972年/日本テレビ）』の佐竹かほる役以来。大林映画にはこの後、『転校生』（1982年）に斉藤直子役、『さびしんぼう』（1985年）に雨野テルエ役で出演している。
「わたくし、20年ほど前に、一度拝見したことがあるんですが」「あら、小学生の頃に」
『瞳の中の女』事件が20年前に起きたというのは、原作が1958年に執筆されているから。確かに、現在の耕助が30代であるなら、小学生時代に事件に関わったことになる。原作の年齢と、演じている俳優の年齢との齟齬によるギャグ。原作通りの設定なら、1979年当時、耕助は66歳になっている。
明智小十郎
演者は東千代之介。東映時代劇の黄金期を支えた美男スター俳優で、喋り口調も時代劇そのまま。ＢＧＭにも東映時代劇の象徴とも言える『元禄花見踊』が使用されている。名前は江戸川乱歩が創造した名探偵・明智小五郎から。
綾香
明智小十郎の愛人だが、名前は『白昼の死角』の鶴岡七郎の愛人・綾香から取られている。演じているのは小川亜沙美。ちなみに映画版『白昼の死角』では島田陽子（『犬神家の一族』のヒロインでもある）が、テレビドラマ版では浜木綿子が演じていた。
「キスミー」「カネボウよ」「フォー・ビューティフル・ヒューマン・ライフ!」
「Kiss Me」は伊勢半の化粧品ブランド、「カネボウ」も同様（現在はトリニティ・インベストメントに吸収合併）。小十郎が本来の意味で「Kiss Me」と言ったのに対して、愛人の綾香が化粧品名と勘違いしたという、すれ違いギャグ。「Kanebo, For Beautiful Human Life」は当時のカネボウのキャッチフレーズだった。また「キスミー」は『人間の証明』にも登場する有名な台詞。
石田五右衛門
安土桃山時代に実在した盗賊・「石川五右衛門」のもじり。
演じる坂上二郎は浅井企画に所属し、萩本欽一と「コント55号」としてコンビを組んでいたコメディアンであったが、『荒野の素浪人』シリーズで「すっぽんの次郎吉」というコメディリリーフを演じて三船敏郎に気に入られていた。本作でもゲスト俳優が殆どワンシーンのみの出演なのに比べると出番も多く、事件の黒幕的な重要な役を任されている。
「遅かりしよな」
歌舞伎『仮名手本忠臣蔵』での塩冶判官（浅野内匠頭）の台詞「遅かりし由良助」から。大星由良之助（大石内蔵助）が主君の切腹の場に駆けつけるのが遅れたため。
「夢じゃ、夢じゃ夢じゃ! 夢でござる!」
映画『柳生一族の陰謀』（1978年/深作欣二監督）での、柳生但馬守宗矩（萬屋錦之介）の台詞から。但馬守が実際に手にした首は、徳川家光（松方弘樹）のもの。もちろんそのような史実はない。
「でかしたぞ、萬屋!」
坂上二郎の役名は「石田五右衛門」であって、「萬屋」は故売屋としての屋号という設定。長らく沈滞していた時代劇を復興させたとして『柳生一族の陰謀』の評価は高く、萬屋錦之介に対して旧友の千代之介がエールを送っていると取れる台詞。
「耕助、出な。背中流したげる」
耕助と等々力との親密な関係を表現する銭湯のシーン。原作の耕助は、事件が解決すると岡山県の磯川警部を訪ねて湯治場に静養に行くのが習慣になっていた(『人面瘡』の「薬師の湯」、『首』の「熊の湯」、『悪魔の手毬唄』の「亀の湯」など)。等々力は警視庁の警部なので、一緒に湯治場に旅行するなどの描写はほぼない。
「今度ねえ、緑ヶ丘に緑ヶ丘荘ってアパートを見つけたんですよ」
金田一耕助が緑ヶ丘荘に引っ越して探偵事務所を開業したのは、原作シリーズでは1957年（昭和32）年という設定。原作短編集『金田一耕助の冒険』中の事件はほぼその時期に起きており、『瞳の中の女』事件は翌1958年に起きている。事務所を開く前は、耕助は親友・風間俊六の愛人節子が経営する、大森の割烹旅館「松月」に居候していた。映画『悪魔が来りて笛を吹く』には俊六（梅宮辰夫）、節子（名前は敏江と変更、正妻となっている／浜木綿子）が登場している。
下駄屋
看板に「ゲッタウェイ」とあるのは、映画『ゲッタウェイ』（1972年/サム・ペキンパー監督）から。スティーブ・マックイーン主演のアクション映画で、もちろん下駄屋は出てこない。下駄屋を演じているのは、美術監督の薩谷和夫。大林映画の美術を一手に引き受けていただけでなく、こうしたチョイ役出演も多い。『HOUSE ハウス』（1977年）では「靴屋のおじさん」役で出演していて、今回と同じ役だと判断してよい。
ハンガーの顔写真
耕助の事務所にジャケットを引っかけたハンガーがあり、そこに中尾彬の顔写真が貼られている。中尾は『本陣殺人事件』で金田一耕助を演じていた。時代設定を映画製作時の現代(昭和50年)としたため、耕助はジャケットにジーンズ姿のヒッピースタイルだった。
その隣には、耕助の代表作の文字をあしらった着物や、初代･金田一耕助の片岡千恵蔵の写真も飾られている。
金田一耕助の独身を守る会
当時実在していた、女性中心の金田一耕助ファンクラブ。名探偵のファンクラブとしては日本初で、原作者の横溝正史に、「金田一耕助を結婚させないでください」あるいは「私を耕助さんのお嫁にしてください」といった類の嘆願書を送るなどの活動をしていた。
富士急ハイランド
遊園地での追跡劇は、『見知らぬ乗客』（1951年/アルフレッド・ヒッチコック監督）へのオマージュ。元ネタのクライマックス・シーンは「メリーゴーラウンド（回転木馬）」だが、本作ではそれが「ローター」に置き換わっている。
「まさに羨望のRX-7」
マツダ・RX-7のCMからのパロディ。BGMは上條恒彦。
ドン・ドラキュラ
首都高速の側のビルに掛けられた垂幕。元ネタは手塚治虫の漫画『ドン・ドラキュラ』(1979年/「少年チャンピオン」連載)。当時の手塚の最新作。近くには「角川文庫」「徳間書店」の看板のビルも見えるが、秋田、角川、徳間の３ビルが同地域にある場所は存在しない。大林宣彦は本作に続いて東宝配給で『ドン・ドラキュラ』を実写映画化する予定であった。桂千穂によるシナリオ第一稿も完成していたが、結局は頓挫した。主演には平幹二朗か石坂浩二、宍戸錠が候補に挙がっていたと言われる。
「何のために鳥取から出てきたんですか」
鳥取出身の小野ヤスシの持ちネタ。
「さては、マカオ警視庁の陳警部! まさか!」
「陳警部」は、中国を舞台にしたサスペンス小説・ドラマ・映画にはよくある名前。『Gメン'75』（1975年～1982年/TBS）の「香港カラテシリーズ」でも、インターポールの刑事として、陳警部の名前が使用されている。
明智の秘書「高木」の名前は、明智小五郎の探偵助手・小林少年から。チャイナ服におさげをしているのは、『燃えよドラゴン』（1973年/ロバート・クローズ、ブルース・リー監督）に始まる日本でのカンフー映画の流行の影響。映画公開時にはやや下火となっていたが、同時期公開のジャッキー・チェン主演『ドランクモンキー 酔拳』（1979年/ユエン・ウーピン監督）が再ブームを巻き起こした。ジャッキー・チェンは、後に『ポリス・ストーリー/香港国際警察』シリーズ（1985年～）で「陳警部」を演じることになる。
高木を演じている草野大悟は、大林作品へは、自主映画『喰べた人』にエキストラとして出演して以来。横溝正史原作作品では、ドラマ『火曜日の女／いとこ同士（原作『三つ首塔』）』（1972年/日本テレビ）に鬼頭庄七役で、『横溝正史シリーズ/本陣殺人事件』（1977年）には三本指の男役で、また角川映画『白昼の死角』（1979年）では色川貢役で出演している。
今泉（老人ホーム経営者）
演じている伊豆肇は、『横溝正史シリーズII/迷路荘の惨劇』（1978年）では天坊邦武役で、『高木彬光シリーズ/白昼の死角』（1979年）では米村産業・大谷役で出演している。さらに『金田一耕助の冒険』の原作となった『～の中の女』シリーズをドラマ化し、金田一耕助を初めてTVに登場させた『月曜日の秘密』（1957年/日本テレビ）では、脚本を担当していた。
明智文江
名前は明智小五郎の夫人・文代から。演じている吉田日出子は、この年初演のオンシアター自由劇場『上海バンスキング』の正岡まどか役で美声を披露、一躍、名を馳せた。劇団も同年の紀伊國屋演劇賞団体賞を受賞している(翌年はつかこうへい事務所が受賞)。
吉田は、後年、東宝版『八つ墓村』（1996年/市川崑監督）で、郵便局長の「ひで」役を演じた。
マザーグース合唱団
岸信介 (指揮者)が創設した合唱団グループ「舫(もやい)の会」に所属する合唱団。1956年に発足し、現在も活動中。
「マザーグース」はミステリーの「見立て殺人」の題材として、英米作品にはお馴染みの童謡集。イーデン・フィルポッツ『だれがコマドリを殺したのか?』、ヴァン・ダイン『僧正殺人事件』、アガサ・クリスティー『そして誰もいなくなった』等が有名。横溝正史もそれらの先行作品に肖って、俳諧発句を用いた『獄門島』、創作童謡による『悪魔の手毬唄』を執筆している。
「波も涙も暖かい」
1959年に公開されたフランク・キャプラ監督のアメリカ映画。
「思わず魚も出てくる日」「上手（ジョーズ）ですねえ、いいですよ」
映画『魚が出てきた日』（1967年/マイケル・カコヤニス監督）から。「出てきた魚」は、放射能に汚染された無数の魚の死骸。しかしここでは、合唱に合わせて、サメが現れる。映画『ジョーズ』（1975年/スティーヴン・スピルバーグ監督）に引っ掛けた駄洒落。
「目ン無い千鳥かジョナサンか」
「目ン無い千鳥」は、作詞：サトウハチロー、作曲：古賀政男、歌：霧島昇とミス・コロムビアによる1940年（昭和15年）の流行歌。「ジョナサンか」は70年代に世界的なベストセラーとなったリチャード・バックによる小説「かもめのジョナサン」からのパロディ。1973年にはアメリカで同名タイトルの映画も作られた。国内でも東映映画「トラック野郎」シリーズに「やもめのジョナサン」というキャラクターが登場。
「飛べ!フェニックス」
1965年に公開されたロバート・アルドリッチ監督のアメリカ映画。
「とんでとんで」「とんでもない!」
円広志の1978年のヒット曲『夢想花』のサビのフレーズに引っ掛けた駄洒落。ピアノを演奏している音楽教師の世田役は、これも大林映画の常連音楽監督の宮崎尚志。
「ビッグ・ウェンズデー」
1978年に作られたアメリカのサーフィン映画。監督はジョン・ミリアス（日本では本作と同じ1979年に公開された）
スーパーマンション
空をスーパーマンが飛んでいる。本作公開の前年の1978年に、映画『スーパーマン』（リチャード・ドナー監督）がリメイクされて大ヒットしたばかりだった。
里子
文江の使用人。名前は『悪魔の手毬唄』の青池里子から取られているが、特に関連はない。支那そばフリークという設定も映画のオリジナルである。
演じているのは明日香和泉(現・明日香七穂)。当時、AGFのコーヒーJJのCM(シルビア・クリステル出演)のキャンペーンガールをしており、来日したカーク・ダグラスにも会っている。そこで大林監督に抜擢されて映画デビューを果たした。その後、大林映画の常連となり、『ねらわれた学園』(1981年)の高倉先生役、『可愛い悪魔』(1982年)の涼子の姉役、『時をかける少女』(1983年)の喪服の女役、『さびしんぼう』(1985年)のカズオの母役、『四月の魚』(1986年)のスクリプター役、『野ゆき山ゆき海べゆき』(1986年)、『異人たちとの夏』(1988年)のマネージャー役、『あした』(1995年)の路地の主婦役、『SADA ～戯作・阿部定の生涯』(1998年)のモガ役、『三毛猫ホームズの黄昏ホテル』(1998年)の津山信代役、『淀川長治物語 神戸篇サイナラ』(2000年) の花婿の母役、『マヌケ先生』(2001年)の料亭の仲居役、『理由』(2004年)の雀荘「きさらぎ」の店主・木田好子役と、それぞれ短い出番ながら、印象深い役を数多く演じている。古谷一行とは、『金田一耕助の傑作推理　香水心中』(1987年、TBS)の青野百合子役でも共演している。
「薔薇は君より美しい」
「君は薔薇より美しい」がさかさまになっている。元のフレーズは、カネボウ化粧品イフGのCMソングから。歌手は布施明で、このCMのキャンペーンがきっかけとなって、布施はCMに出演していたオリビア・ハッセーと結婚した（その後、離婚）。
「乙女の動悸がムネムネしてますの」
「ドキがムネムネ」は元々はトニー谷のギャグ。近年では『クレヨンしんちゃん』で野原しんのすけがきれいなおねいさんに出逢ったときに多用している。
ニセ乳
文江がバストをさらけ出すのは、黒柳徹子がCMで着ていたバスト写真柄のTシャツが元ネタ。腕組みした手を上げると裸の胸が現れるというもので、黒柳自身は気に入っていたが、世間の顰蹙に遭って、即座に放送中止になってしまった。
掛かっているBGMは、アーケードゲーム「スペースインベーダー」（株式会社タイトー）の発射音および爆発音。1978年以来、社会現象と言えるほどの大ブームとなっていた。
「このコーヒーはスパルタカスのとっつぁんもお飲みになってるの」
映画『スパルタカス』（1960年/スタンリー・キューブリック監督）の主演は、前述したＭＡＸＩＭのＣＭのカーク・ダグラス。
「オー、ノー!」
斧による惨殺は、映画『犬神家の一族』の殺害方法。ドアを開けると風が吹き、花弁が舞う演出は、大林映画の定番。『瞳の中の訪問者』では、ブラック・ジャック（宍戸錠）が登場するたびに部屋の中であるにもかかわらず風が吹き込んでくる。『花筐/HANAGATAMI』（2017年）では、吉良（長塚圭史）の登場シーンで盛大な花吹雪が舞っている。
「私が二度目なものですから」
原作『瞳の中の女』の設定に基づいたセリフ。しかし映画ではその設定に改変が加えられている。
「山の吊り橋ゃ、どなたが通る」「…犯人が歌っちゃってるよ。いいのかよ、あんなのが犯人で。俺は許せないよ」
文江が歌っているのは『山の吊橋』（1959年/作詞：横井弘/作曲：吉田矢健治/歌：春日八郎）。犯人らしくない犯人に刑事が怒りを覚えるのは、つかこうへい『熱海殺人事件』（1973年）の木村伝兵衛（くわえ煙草伝兵衛）の台詞から。
「等々力さんの名前はまだないんですねえ」
床に星型のプレートが埋め込まれているのは、ハリウッド・ウォーク・オブ・フェームを模したもの。磯川警部のプレートはあるが、等々力警部はまだ顕彰されていないということ。金田一耕助と組んで事件に当たった相棒の最多は、圧倒的に等々力警部で、60作以上に登場している。しかし横溝正史作品で傑作と評価が高い作品は、『本陣殺人事件』以降、その殆どが岡山の磯川警部とのコンビ作である。本作で等々力警部は、磯川警部へのジェラシーを露骨に顕している。
「耕助ちゃん、そのうち、日比谷の空に妖しく輝く星、それ見たらおいらだと思って」
ドラマ『ウルトラセブン／第49話 史上最大の侵略 後編』（1968年/TBS）のモロボシ・ダンの台詞「西の空に、明けの明星が輝く頃、一つの光が宇宙へ飛んでいく。それが僕なんだよ」から。
「さよなら三角、白昼の死角」
言葉遊び唄「さよなら三角、また来て四角」と、高木彬光原作の映画『白昼の死角』（1979年/村川透監督）を掛けた駄洒落。映画中の「太陽クラブ」は実在した闇金「光クラブ」がモデルで、事件が戦後すぐの1948年に起きており、小説・映画の時代背景も昭和20～30年代であるため、遊んでいる子供たちも、その頃の風俗として和服で出演している。
藤井たか子
子どもたちに交じって遊ぶ日傘の女。同じく『白昼の死角』に登場する主人公・鶴岡七郎の妻。演じているのは赤座美代子だが、映画版『白昼の死角』では丘みつ子が、ドラマ版では森下愛子が演じていた。
赤座は本作以降、『ねらわれた学園』（1981年）の三田村圭子役、『火曜サスペンス劇場/可愛い悪魔」（1982年/日本テレビ）の川村圭子役、『天国にいちばん近い島』（1984年）の村田圭子役、『四月の魚』（1986年）の衣笠不二子役、『はるか、ノスタルジィ』（1993年）の娼家の女役、『あした』（1995年）の朝倉恵の母役、『SADA ～戯作・阿部定の生涯』（1998年）の阿部いと役と、大林映画の常連となった。
八甲商事
鶴岡が太陽クラブ事件の後に立ち上げた手形金融業「六甲商事」から。シナリオ段階では「サラリーローン太陽クラブ」だった。
「別にねえ、狼が長生きするって意味じゃないんですよ、ただあれはキャッチフレーズなの。しつっこい人だなあ、豚じゃなくブスだって！」
映画『白昼の死角』のキャッチコピー「狼は生きろ、豚は死ね」を踏まえた台詞（さらに元ネタとなっているのは、石原慎太郎が1960年に発表した戯曲『狼生きろ、豚は死ね』）。また、ブスを遠慮なく罵倒するのは、つかこうへい『熱海殺人事件』（1973年）にも見られる。
鶴岡七郎
『白昼の死角』に続いて、本作でも鶴岡七郎を演じている夏八木勲（当時は夏木勲）だが、なぜかシナリオでは「隅田光一」という名前になっている。しかし『白昼の死角』で隅田を演じていたのは岸田森であり、藤井たか子との関係を考えても、夏八木を隅田とするのはおかしい。シナリオでは当初「太陽クラブ社長(つまり隅田光一)」という設定だったため、役名のみが残ってしまったもの。ちなみに、ドラマ版で鶴岡を演じたのは『化石の荒野』（1982年/長谷部安春監督）他で夏八木と共演することになる畏友・渡瀬恒彦だった。
夏八木は、横溝正史作品には『八つ墓村』（1977年）の尼子の落武者・義孝役、『悪魔が来りて笛を吹く』（1979年）の等々力警部役に続く登板。角川映画には『人間の証明』（1977年）以来、10本の映画に出演した常連であった。
「せめて夜が来る前は お前の涙を信じよう」
ダウン・タウン・ブギウギ・バンドの歌『欲望の街』（作詞：阿木燿子、作曲：宇崎竜童）。映画『白昼の死角』の主題歌。テレビドラマ版『白昼の死角』でも主題歌として使用された。
サラ金大王
「サラ金」は「サラリーマン金融」の略称。1970年代半ばより、悪徳消費者金融による過酷な取り立て、脅迫などが社会問題化し、「サラ金地獄」と呼ばれていた。「サラ金大王」の社長・蛸島裕太郎（佐藤蛾次郎）は、テレビやマスコミに登場しては自己の正当性を主張していた一連の金融会社の経営者たちをモデルとしている。「コレラが発生した」と、サラ金大王たちが乱入して隅田たちを追い出すのは、『白昼の死角』での、ある詐欺事件の導入部をそのまま模している。
佐藤蛾次郎は、同映画にも「カトウ・ガタロウ」役で出演した。最後に彼らが横にスライドしてきて哄笑するシーンも、同映画のＣＭを真似たもの。
サラ金大王の配下A（四人並んだ時の向かって一番右の人物）
カメラマンの池田伝一。伝説の実写版『鉄人28号』（1960年）の撮影が有名。大林宣彦とはＣＭ時代からの畏友。『時をかける少女』でも撮影協力を担当している。
サラ金大王の配下B（向かって左から二番目の人物）
音響監督の大内勇吉。こちらも大林宣彦監督のCMを「マンダム」ほか、数多く担当した。『ねらわれた学園』（1981年）にも剣道の第2回大会主査役でカメオ出演している。
サラ金大王の配下C（向かって一番左の人物）
演者は広瀬正一。東宝の元大部屋俳優で、『キングコング対ゴジラ』（1962年）のキングコング役が有名。東宝の大部屋が廃止された後、俳優業は減少したが、大林宣彦映画には『HOUSE ハウス』（1977年）のラーメン屋の客役以降、本作、『ねらわれた学園』（1981年）の関酒店の隣の老人役、『日本殉情伝 おかしなふたり ものくるほしきひとびとの群』（1988年）の浜の勝造役と、病気で完全に引退するまで出演し続けた。これも東宝特撮に対する畏敬を示した大林宣彦の意向による起用である。
暑さに犬もあえぐ午後
『野良犬』（1929年/黒澤明監督）および『狼たちの午後』（1975年/シドニー・ルメット監督）から。
WANTED
中央署の逆さになった手配書に描かれているのは、さいとう・たかを『ゴルゴ13』の主人公・デューク東郷。
義理と人情と御中元
中央署の落ちた額に書かれていた標語。星セント・ルイスのギャグ「世の中で大切なもの。義理と人情とお中元」から。
ディスコで歌う少年歌手
歌っているのは原田潤。ドラマ『熱中時代』（1978年/日本テレビ）の主題歌『ぼくの先生はフィーバー』でデビュー。この後のディスコシーンも含めて、映画『サタデー・ナイト・フィーバー』（1977年／監督：ジョン・バダム）で「フィーバー」が流行語になったことを踏まえたパロディ。
「あの首は、今度殺される人のところに必ずあるわよ」
ある秘密の物品が転々とする過程で、死体が次々と現れるパターンは、ダシール・ハメット『マルタの鷹』（1930年）が確立したサスペンス・ミステリーのスタイル。映画化作品としては、ハンフリー・ボガート主演の『マルタの鷹』（1941年/ジョン・ヒューストン監督）が最も有名。本邦でも、ウィリアム・アイリッシュ原作の『ああ爆弾』（1964年/岡本喜八監督）がこのパターンの応用・変形となっている。
「大きくなったなあ」「だって、あれから2年だもん」
「下駄屋の娘」役は大林監督の実子・大林千茱萸。彼女が『HOUSE ハウス」の原案者としてデビューしたのが2年前、小学校6年生・12歳の時だった。同作では、やはり薩谷和夫と親子役で「靴屋の女の子」として出演もしていることを踏まえた台詞。大林映画の多くは、妻の大林恭子がプロデューサーを務め、娘の千茱萸がスタッフ・キャストとして参加するファミリー・ムービーの性格を持っている。
「たたりじゃ、たたりじゃ」「ぼく、八つ馬鹿村のバカ」
松竹版『八つ墓村』のキャッチフレーズにも使われた「たたりじゃ」の台詞は、元々は登場人物の一人、「濃茶の尼」の台詞。高木が頭に懐中電灯を巻き付けているのは、同じく『八つ墓村』で、最初の32人殺しを行った田治見要蔵のスタイル。BGMには、イメージアルバム『金田一耕助の冒険 特別版』の羽田健太郎作曲のものが流用されている。
「省エネルギーだ、消せ消せ」
「省エネ」は「省エネルギー」のこと。1973年のオイルショック以降、頻繁に使用されるようになり、同年の流行語大賞にも選ばれている。
「死後痙攣!」
死体がなぜか動いてしまうのは、『犬神家の一族』（1976年）の犬神佐武の生首、『八つ墓村』（1977年）の落武者の生首など、映画化された横溝作品にはよく見られるが、原作にそんな非科学的な描写はない。
元々は、鶴屋南北『東海道四谷怪談』の民谷伊右衛門の台詞「首が飛んでも動いてみせらあ」や、小泉八雲『ろくろ首』に見られるように、怪談の定番の表現。
古垣和哉
原作短編集中の『柩の中の女』の登場人物。美術家。原作の下の名前は「敏雄」。原作には「三十七、八、色の青黒い神経質そうな人物」とある。演じる仲谷昇は、横溝正史原作作品では、ドラマ『火曜日の女／いとこ同士（原作『三つ首塔』／1972年）』に上野誠也役で、ドラマ『横溝正史シリーズ/獄門島』（1977年）に鬼頭与三松役で、『横溝正史シリーズII/迷路荘の惨劇』（1978年）に古舘辰人役で、映画『悪魔が来りて笛を吹く』（1979年）に椿英輔役で出演している。
テレビ局のゲスト
笹沢左保本人。推理作家・時代小説家・エッセイスト。江戸川乱歩賞候補となった『招かれざる客』（1960年）でデビュー、生涯に380冊を超える著書を出版した多作家。特に『木枯し紋次郎』シリーズは、映画化、ドラマ化され、笹沢の代表作となった。本作では、古垣の横で、無言でサインに応じている。大林宣彦映画には『HOUSE ハウス』（1977年）の木枯役に続く出演だが、これは、大林が笹沢原作のドラマ『新・木枯し紋次郎』（1977年/東京12チャンネル）のオープニング・タイトルを演出した縁による。
「そのために不二子さんは湖に身を投げて自殺し、片桐氏は海外に逃亡してしまったんです」
原作『瞳の中の女』の不二子は何者かによって殺害されており、状況が全く違う。他の原作から名前を借りてきた登場人物の過去についても、経緯は全て原作を無視した映画オリジナルとなっている。
「みなさん、またお目にかかれましたね」
老人ホームの住人たちは、映画『まぼろしの市街戦』(1966年/フィリップ・ド・ブロカ監督)に登場する精神病院の患者たちのイメージで描かれている。
森友吉
原作短編集中の『柩の中の女』の登場人物「森富士郎」と、『鞄の中の女』の登場人物「安井友吉」を合体させている。「森富士郎」は芸術家。「安井友吉」は酒屋の小僧。
演じる山本麟一は、片岡千恵蔵主演の『三つ首塔』(1956年)では大山役、高倉健主演の『悪魔の手毬唄』(1961年)では栗林役、西田敏行主演の『悪魔が来りて笛を吹く』(1979年)では目賀重亮役と、三代の金田一耕助俳優と共演している。大林映画には『瞳の中の訪問者』（1978年）のたわし刑事（『鉄腕アトム』の田鷲警部）役に続く出演。
片桐悟郎
原作短編集中の『鞄の中の女』の登場人物。彫刻家。原作の下の名前は「梧郎」。原作には「親の遺産をたんまりもらって、道楽三昧に世を送ってる男」とある。
「思いがけず、いい目にも会いましたよ」
耕助が取り出したライター式の燭台は、盗まれた美術品のうちの一つ。耕助が文江の車のトランクで発見した、という流れ。横溝正史の少年もの金田一耕助シリーズ『黄金の指紋』には「皇帝の燭台」が登場している。
「シャーロック・ホームズのファンですの」「ホームズは僕のライバルですよ」
原作『金田一耕助の冒険』のタイトルは、アーサー・コナン・ドイル『シャーロック・ホームズの冒険』にちなんで、中島河太郎が短編集を春陽堂文庫で編纂した時に付けたもの。天眼鏡はホームズを象徴するアイテム。『本陣殺人事件』で、久保銀造から「ホームズのように天眼鏡を使うのかね」と尋ねられた耕助は「僕はここを使います」と自分の頭を指さし、ホームズへのライバル意識を露わにしている。
老人ホームの老人Aを演じているのは大泉滉。『キートンの探偵学入門』(1924年)での付け髭のバスター・キートンのような人物を演じさせている。大林作品にはこの後、『火曜サスペンス劇場/麗猫伝説』（1984年/日本テレビ）に水森監督役、『野ゆき山ゆき海べゆき』（1986年）に小使さん役、『日本殉情伝 おかしな二人 ものくるほしきひとびとの群れ』（1988年）に正田仁左衛門役で出演している。
「昔々の映画監督」「どんな作品を?」「『HORSE ホース』ですの」「観てないな」
老人ホームの老人Bを演じているのは大林宣彦監督自身。『HORSE ホース』は『HOUSE ハウス』（1977年）のこと。BGMにも『HOUSE ハウス』のテーマが掛かる。
「空を見ろ! いい天気だ!」
『スーパーマン』のキャッチフレーズ、「空を見ろ」「鳥だ」「飛行機だ」「あっ、スーパーマンだ」から。演じているのはCMプロデューサーの前川鴻。
「少年少女たち、どきなさい」「これは面白くて為になる」
『少年倶楽部』などを発行していた講談社が、戦前から標榜していたキャッチフレーズが「面白くて為になる」。横溝正史は、戦後改題された『少年クラブ』に、金田一耕助シリーズの少年もの『大迷宮』『金色の魔術師』『大宝窟』などを連載していたが、もちろん大人もののようなエロチック、グロテスクな死体は出てこない。
「これは猥褻物だ。撤去します」
逆さまの胴体は、『犬神家の一族』の第三の殺人方法。
「警察にも三分の理があるんですよ」
もちろん本来の言葉は「盗人（泥棒）にも三分の理」。　
「お前の顔の方がよっぽど猥褻だ!」
画家を演じた映画評論家の田山力哉（1930年～1997年）は、批判も少なくなかった日活ロマンポルノに対して、全面肯定の立場を取り、終生、エロ表現の規制に反対し続けた。また、市川崑の『犬神家の一族』について「市川崑の最もつまらない映画」と酷評、角川映画全般についても、大量宣伝で駄作を連発し、一般人の邦画に対する評価を下げたと批判していた。本作への出演は、あくまで大林宣彦との縁によるものである。大林作品には、『ねらわれた学園』（1981年）にもカメオ出演している。
「雨も唄ってる昼下り」
映画『雨に唄えば』（1952年/ジーン・ケリー、スタンリー・ドーネン監督）と、浅丘ルリ子の歌謡曲『雨の昼下がり』（1971年/作詞：梅本としを 作曲：小谷充）から。
「お楽しみはこれからだ」
世界初のトーキー映画と言われる『ジャズ・シンガー』（1927年/アラン・クロスランド監督）の名台詞。また、和田誠の名台詞を集めたエッセイシリーズ『お楽しみはこれからだ―映画の名セリフ』（1975年～ ／文藝春秋）のタイトルでもある。耕助と等々力が取っているポーズは、やはり『雨に唄えば』のダンスシーン＆ポスターから。
いしだあゆみ
歌手、女優。映画公開当時は特に横溝正史作品との接点はなかったが、後に片岡鶴太郎主演版『悪魔の手毬唄』（1993年）で、青池リカを演じた。
「お父さん、怖いよ」
角川映画第三弾『野性の証明』（1978年/佐藤純彌監督）での長井頼子（薬師丸ひろ子）の台詞から。テレビCMでも広く流された。子供たちのリーダー・リカを演じているのは、ドラマ版『森村誠一シリーズII/野性の証明』（1979年/TBS）で長井頼子役だった三輪里香。角川春樹事務所の専属女優であったが、いわゆる「角川三人娘」の中に数えられることもなく、映画出演は本作のみである。
「この子たちは私の命だ!」
新田次郎原作、森谷司郎監督『聖職の碑』（1978年）での赤羽長重（鶴田浩二）の台詞から。
「天は我々を見放した!」
新田次郎原作、森谷司郎監督『八甲田山』（1977年）での神田大尉（北大路欣也）の台詞から。どちらも雪山での遭難を題材としているため、突然、吹雪が舞っている。五右エ門がいきなり服を脱いで裸になるのは、映画中、発狂して裸になって（矛盾脱衣）凍死する兵卒（原田君事）を模している。
「NEVER GIVE UP」
『野性の証明』および角川文庫・森村誠一フェアのキャッチコピー。
「ごめんなさい。私、尽くされるタイプなの」
CMディレクターの英子を演じているのは、ファッションモデルの宇佐美恵子(当時27歳)。1975年から、マツダコスモAPシリーズのCMに出演していたが、カップルで出演するのがお約束の車のCMで、女性のみをアピールして単独で出演するのは珍しかった。
田中邦衛は、「土曜ワイド劇場」(1977年～2017年/テレビ朝日)で前年から始まった赤川次郎原作の『幽霊シリーズ』で、若い女子大生・夕子に翻弄される中年警部の宇野役を演じている。また、1978年に発行された吉行淳之介『夕暮まで』でも、若い女性に手玉に取られる中年男性が描かれており、当時はこうした女性上位の歳の差カップルが話題になっていた(『夕暮まで』は1980年に黒木和雄監督によって映画化される)。
「12代目金田一耕助」
映画で金田一耕助を演じた、片岡千恵蔵（初代）、岡譲司（2代）、河津清三郎（3代）、池部良（4代）、高倉健（5代）、中尾彬（6代）、石坂浩二（7代）、渥美清（8代）、西田敏行（9代）、古谷一行（10代・本作）、三船敏郎（11代・本作）と数えての12代目。テレビドラマは含まない。実際の12代目は鹿賀丈史、13代目は豊川悦司となる。
「悪女が来りて嘘を吐く」
『悪魔が来りて笛を吹く』のもじりだが、原作のタイトル自体、木下杢太郎の詩『玻璃問屋』中の「盲目が来りて笛を吹く」のもじりである。
ディスコシーン
直前の富士急ハイランドシーンのラストから、耕助と等々力が服を脱ぎ捨ててダンスするシーンまで、これも『サタデー・ナイト・フィーバー』のパロディ。
「これが最後だ」「まだ終わりません!」
映画『病院坂の首縊りの家』（1979年）のキャッチコピー。『金田一耕助の冒険』のテレビCMでも、この台詞を受けて、古谷一行が「まだまだ終わらないからね!」と明るく叫んでいた。
明智小十郎が白装束姿なのは『忠臣蔵』の浅野内匠頭の切腹シーンからの引用。ここで小十郎は首を切られて死ぬが、『病院坂』では山内敏男（あおい輝彦）が生首の風鈴になっている。当初、監督の市川崑は『病院坂』をシリーズ完結編とする意向だったが、その後さらに、『八つ墓村』（1997年）と『犬神家の一族』（2006年）の二本を監督することになった。さらに『本陣殺人事件』の映画化も進めていたことが知られている。
『青い山脈』
明智小十郎の棺の前で流れている音楽。作詞は『人間の証明』中にも使用された『帽子』と同じ西条八十。作曲は服部良一。歌は一般に知られている藤山一郎のものではなく、奈良光枝。金田一耕助シリーズでは、時代背景を感じさせるために、たびたび当時の流行歌が流れるが、本作では「単に懐メロが流れている」という形にしかなっていない。なぜ流れているかも不明な、シュールなギャグである。
ちなみに本作の脚本を担当した斎藤耕一は、後に『青い山脈'88』を監督した。
「今度謎解きするとき呼んで。つじつま合わせが大変ですな」「それが生きがいなんです」
横溝正史は『犬神家の一族』執筆時、あえて結末を考えずに書き始めたために、大変苦労している（角川文庫版初版解説より）。
『江戸川乱歩傑作選』
新潮文庫。江戸川乱歩の処女作『二銭銅貨』のほか、名探偵明智小五郎のデビュー作『D坂の殺人事件』『心理試験』など、乱歩初期の名作短編を九編、収録しており、現在も装丁を変えて発行されている。角川書店の社長が、ライバル書店である新潮社の、しかも金田一のライバルの名探偵の短編集を読んで笑っている（つまり『金田一耕助の冒険』よりずっと面白い）という、身も蓋もない自虐ギャグ。
団地の中の金田一耕助
寒村や旧家を舞台にすることが多い印象のある横溝作品だが、社会派推理小説に対抗していた時期には、主に東京近郊の現代的な市街地での殺人事件を扱っていた。団地を舞台にした作品としては『白と黒』(1960～1961年)があり、その原型となったのは『～の中の女』シリーズ中の『渦の中の女』である。
「ここに開かずの間があるでしょ!  開かずの間が!」「秘密の通路があるはずだよ!」
原作『女王蜂』には、事件の鍵となる「開かずの間」が、『八つ墓村』には「秘密の通路」が登場している。
「あんたたち、血が汚れてるだろう、血が!」
映画『八つ墓村』（1977年）には、「血の濁った多治見要蔵」（工藤校長・井川丑松）、「呪われた血の多治見家」（多治見久弥）といった台詞がある。
団地の亭主と主婦の「血液型」に関する会話は、『八つ墓村』や『仮面舞踏会』での親子関係についてのある話題を踏まえたもの。
亭主を演じているのは、本作のプロデューサーの角川春樹自身であるが、この時期、彼は、自分の製作する映画のすべてにチョイ役で出演していた。同じく、自分の監督する映画にカメオ出演していたアルフレッド・ヒッチコックに倣ったものである。横溝正史作品には、角川映画第一作『犬神家の一族』（1976年）には渡辺刑事役で、『悪魔が来りて笛を吹く』（1979年）には闇屋の植松役で、『悪霊島』（1981年）にはディレクター役で出演しているほか、本作では後述する通り、本人役でも出演している。
「あー、いやなもん見ちゃったな。不吉な夢だ」
黒い背景に、表情のカットを重ねて耕助の推理のひらめきを表現するのは、市川崑の金田一耕助シリーズの演出から。
「ぼくの推理よく当たるんですよ。隣の映画監督さん、もうお亡くなりになったんでしょう?」「いや、今、便所です」
依頼人を一目見ただけで、その素性や経歴をピタリと当てる「天才型」のシャーロック・ホームズとの差別化を図って、「凡人型」の後続探偵たちは、最初は推理を外してしまう例が多い。金田一耕助も『獄門島』事件以降、最初は事件のヒントを見逃したり勘違いしたりしている。
「何というお姿に」「あまりにも薄すぎます」
壁などに当たってぺしゃんこになるのは、ディズニーを初めとするカートゥーンのギャグの定番。
「ふりむけば愛」
前述の『ふりむけば愛』（1978年）から。
「そうか!」「分かった!?」
前述の加藤武の台詞から。
「何という偶然」
前述の『犬神家の一族』の台詞から。
変装
マスクと服を剥いで正体を現す演出は、片岡千恵蔵主演『多羅尾伴内』シリーズ、後に『金田一耕助』シリーズにも取り入れられたスタイル。本作でも『三つ首塔』上映シーンに見られる。原作の耕助は、大人ものでは殆ど変装をしないが、『金色の魔術師』などの少年ものでたびたび変装を披露しているのは、映画からの逆輸入である。テレビドラマ『江戸川乱歩の美女』シリーズでも、天知茂の明智小五郎が毎回の見せ場にしていた。
「名探偵登場」
ニール・サイモン脚本、ロバート・ムーア監督のミステリ映画のパロディ『名探偵登場』（1976年）から。ニック＆ノーラ・チャールズ夫妻、サム・スペード、エルキュール・ポアロ、ミス・マープル、チャーリー・チャンという五大名探偵のパロディとなっている。名探偵とは言うものの、ろくに伏線も示さずに推理をすっ飛ばして真犯人を指摘するダメミステリーの典型として登場している。また、ハヤカワポケットミステリが1956年から発行しているミステリーアンソロジー『名探偵登場』シリーズから。
「湖に君は身を投げた」
ザ・テンプターズの『エメラルドの伝説』（1968年/作詞：なかにし礼、作曲：村井邦彦）から。ボーカルの萩原健一は、松竹版『八つ墓村』（1977年）で主役の寺田辰也を演じている。また作曲の村井邦彦は、映画『悪魔の手毬唄』（1977年）でも作曲を担当。
「おはんでござりやす」「よーお!」
「鬼首村」は「おにこべむら」と読む。映画『悪魔の手毬唄』（1977年）の舞台となる岡山県の架空の山村で、仁礼家と由良家の二大勢力が対立している。
「おはん」は、物語の途中途中に登場する謎の老婆。原作では「おりん」だが、『悪魔の手毬唄』の元ネタとなった深沢七郎の小説『楢山節考』の主人公の名前が「おりん」であることや、同時期に『はなれ瞽女おりん』（1977年／篠田正浩監督）という映画が公開されていたことなどを考慮したためか、「おはん」と変更された。市川崑は、後に吉永小百合主演で、宇野千代原作の『おはん』（1984年）を映画化している。おはんは既にこの世の人ではないので、これから先の物語は、全て冥界での出来事、という解釈も成り立つ。
陸橋から落ちる耕助
その後、何事もなかったように再び走り始める。これも『キートンのセブン・チャンス』（1925年）に、キートンが、掴まった木から崖下に落ち、また走り出すというギャグがある。
岬
クライマックス、真犯人の指摘を名探偵が岸壁や岬で行うのは、松本清張原作、野村芳太郎監督『ゼロの焦点』（1961年）が嚆矢だが、本作当時は二時間ドラマで頻出して話題となるほどには定着していなかった。
スチールアニメーション
耕助が坂道を転げ落ちるのをコマ撮りアニメーションで表現するのは、大林監督が自主映画時代から行っていた手法。商業映画デビュー『HOUSE ハウス』でも頻繁に行っている他、『時をかける少女』（1983年）では、原田知世のタイムトラベルシーンに多用された。
「不二子さん」
当時、吉田日出子は35歳で、20年前は15歳ということになってしまう。山口百恵は1979年当時、20歳。ある（主に死んだと思われていた）人物が変貌して別人として登場する例は、説話や草双紙に親しんでいた横溝正史が、作中で好んで多用していた設定。しかし映像化された際には、物語としては必然性がないため、省略、改変されることが多かった。原作の不二子は完全に殺害されており、死体も発見されているが、本作での彼女の再登場は、他の原作を参考にして、横溝正史の趣味を反映させたものと言える。企画段階では「不二子」には、大屋政子を配役する予定であった。山口百恵のような美女も、時が経てばかくも変貌する、というギャグを狙ったものだったが、当然のごとく依頼は断られている。吉田日出子の起用が最後になったためか、パンフレットを初めとした関連本には、本映画の吉田のスチールは殆ど掲載されていない(後発のDVDのジャケットにはある)。
「Mama,Do you remember,the old straw hat you gave to me.」
ジョー山中の『人間の証明のテーマ』（1977年／訳詞：角川春樹・ジョー山中 作曲：大野雄二）の歌い出し。この歌詞は、西条八十の『帽子』の「母さん、僕のあの帽子どうしたでせうね」を、角川春樹とジョー山中が英語訳したものだが、原詩の帽子をなくした経緯は殆ど省略されている。角川映画第二弾『人間の証明』（1977年／佐藤純彌監督）のテーマソングとして、CMでも頻繁に流され、「CMだけで映画を観た気にさせられて、実際に映画を観に行く気になれなくなった」と揶揄された。
「とってもデリッチュ」「昔のことは忘れましょうね」
ハウス食品「デリッシュカレー」のCMから。映画『人間の証明』で八杉恭子を演じた岡田茉莉子は、1975年、同CMに出演していた。『人間の証明』で過去を清算しようとする女性を演じたのと、過去にカレーのCMに出ていたことを「忘れたい」という意味と、二重の意味が持たされている。岡田茉莉子は、横溝正史作品には『横溝正史シリーズII/女王蜂』（1978年）に神尾秀子役、『金田一耕助の傑作推理/霧の山荘』（1985年）に紅葉照子役、『横溝正史傑作サスペンス・犬神家の一族』（1990年）に犬神松子役で出演している。
男の子役は、『人間の証明』の主題歌を歌ったジョー山中の息子で、本編でも山中が演じたジョニー・ヘイワードの幼少時代を演じた山中光（山中ひかり）。『人間の証明』のポスターは彼のアップだった。
「面白きこともなき世を面白く」
高杉晋作の辞世と伝えられている句。晋作はこの上の句しか詠んでいない（下の句「すみなすものは心なりけり」は野村望東尼が付けた）
角川春樹と横溝正史
どちらも本人。ロケされた邸宅も実際に世田谷区成城にあった横溝正史邸。縁側で正史が障子を貼っているのは、映画『悪魔が来りて笛を吹く』（1979年）の予告CM（現存していない）に出演して、障子を倒して登場していたから。横溝正史の特別出演は、『犬神家の一族』（1976年/那須ホテルの主人役）、『悪魔が来りて笛を吹く』（1979年/闇屋の親父役）、『病院坂の首縊りの家』（1979年/老推理作家役・横溝正史自身）に続く四作目であるが、これが最後となった。
さらに角川春樹は、少年時代にいじめに遭うシーンで本作で三度目の出演を果たす予定であったが、それが口を横に引っ張られて「角川ウンコ」と言わされるというものであったため、それはさすがに顰蹙ものだろうという判断で、シナリオ段階のみのアイデアに終わり、撮影はされなかった。
「大作並みですから」「中身は薄いですな」
当時、大予算を掛けた角川映画『人間の証明』（1977年）、『野性の証明』（1978年）が「大作だが中身は薄い」と多くの批評家から酷評されて、賞レースから全く無視されていたことを自虐ギャグにしている。角川映画が各映画賞を制覇したのは『蒲田行進曲』（1982年／深作欣二監督）で、この時、角川春樹は歓喜したという。
「私はこんな映画にだけは出たくなかった」
同じく、映画『悪魔が来りて笛を吹く』のキャッチコピー「私はこの小説だけは映画にしたくなかった」（陰惨すぎるという意味）と本人が語っていたことを踏まえている。
「結局、金田一がモッタモタしてたからいけないんだよね」「みんな死んじまわなきゃ、推理できないもんね」
金田一耕助の主要作品における殺人防御率が低いことは、ミステリファンの間ではよく揶揄される話題。しかし実際には他の名探偵で、連続殺人を未然に防げない探偵も少なくない。童謡殺人、見立て殺人を扱った作品は特にそうである。　ちなみに、同じく見立て殺人を扱った横溝正史の『人形佐七捕物帳/羽子板娘』（1938年）では、人形佐七は見事、第三の事件を防いでいる。
「同じ短編集だからって、それはないよな」
前述の通り、本作の登場人物は『瞳の中の女』『柩の中の女』『鞄の中の女』と、それぞれが無関係で独立した作品から取られていて、無理やり一つの筋にまとめられたオリジナル作品になっている。そのため、原作で不二子を殺害し、杉田弘を昏倒させた真犯人が誰なのかは、今回の映画でも分からずじまいである。そもそも原作で被疑者となっている登場人物たちが、映画には殆ど未登場である。結果として「原作の続きを映像化する」試みは全く為されていない。事件は結局、未解決のままである。
「読んだら見るな、見てから読むな」
『人間の証明』（1977年）から始まった、角川文庫×角川映画のメディアミックスのキャッチコピー「読んでから見るか、見てから読むか」のもじり。
「芸術は全てを美化する」
ヨハン・ゲオルク・ズルツァー『美しい諸芸術の一般理論』での「様々に教えられているような自然の曖昧な模倣にではなく、人間に必要なものすべてを美化することにこそ、美しい諸芸術の本質が求められねばならない」に基づく台詞。
「だいたい事件ってのは、一から十まできっかり収まるところへ収まるってもんじゃないですよ、現実には～」
この金田一耕助の長いモノローグは、ダイアローグ・ライターを担当したつかこうへいの代表作『熱海殺人事件』で、木村伝兵衛（くわえ煙草伝兵衛）部長刑事が、陳腐なブス殺しを「美しい殺人事件」に仕立て上げようとする心理を告白する台詞と共通している。この部分がつかのオリジナルであることを、つかが参加する前の準備稿シナリオを読んだモルモット吉田が確認している（『金田一耕助映像読本』より）
「毛唐みたいに、ピストルバンバン撃ち合う明日の殺人と違って、日本の殺人は、過去の魑魅魍魎を払い捨てるための殺人なんです」
角川映画としての金田一耕助シリーズは、本作で完結する予定だったが、さらに1981年には篠田正浩監督による『悪霊島』が製作される。その冒頭で、1980年に起きた、原作にはない、マーク・チャップマンによるジョン・レノン銃殺事件を挿入したのは脚本を担当した清水邦夫だったが、その意図は、現代の犯罪がまさしく無計画な動機なき通り魔犯罪であり、過去の情念に基づいた横溝正史の世界こそが取り戻すべき日本の美であると明確に対照させるためで、本作の耕助のメッセージに呼応したものになっている。
名探偵の犯罪
「意外な真犯人」が、その事件の捜査担当者、という作品は決して少なくはない。しかしシリーズ探偵が「最後の事件」で犯人となる例は、有名作品が数例あるのみである。横溝正史は『病院坂』を「金田一耕助最後の事件」にしようと決心した際に、当然、それらの先例を想起したが、耕助を死なせるに忍びず、「失踪」扱いしていた。
浜辺の殺害現場
耕助が死体の周りに飾っているのは、それぞれ、琴糸と日本刀（『本陣殺人事件』）、釣鐘（『獄門島』）、火焔太鼓（『悪魔が来りて笛を吹く』）、逆さの両足（『犬神家の一族』）、死体の口に漏斗・大判小判（『悪魔の手毬唄』）、風鈴（『病院坂の首縊りの家』）。
乳母車
「萬屋」(坂上二郎)が乳母車を押している。萬屋錦之介主演『子連れ狼』で、主役の拝一刀が一子大五郎を乳母車に乗せて旅をしていたのを模している。
耕助に向かって拳銃を撃つ等々力警部
ラストでの耕助と等々力の敵対関係には、ビリー・ザ・キッドとパット・ギャレット、追う者と追われる者との、ホモ・ゼクシャルを暗示させる関係のイメージが重ねられている。特に映画『ビリー・ザ・キッド/21才の生涯』（1973年/サム・ペキンパー監督）の、クリス・クリストファーソンとジェームズ・コバーンとのライバル関係の描写の影響が大きい。
再び消失する耕助
等々力警部の発砲とともに、フォトスタジオでの耕助の消失シーンがリフレインされる。リフレイン技術自体は歴史的に古く、『イントレランス』(1916年/監督:D・W・グリフィス)の揺りかごのシーンの繰り返しから使用されていた。本邦の『狂つた一頁』(1926年/監督:衣笠貞之助)にもいくつかのカットのリフレインが見られる。
しかし、ここでの耕助の二度目の消失が何を意味するのかは定かではない。単なる回想なのか、時間を跳躍したのか、耕助の死は夢だったのか、解釈は多様だが、この点についての制作者・批評家による指摘は殆ど行われていない。
エンディング
主人公が一人孤独に道の彼方に消えていくのは、チャーリー・チャップリンが映画のラストで「放浪」を暗示するために行っていた手法（ただし『モダン・タイムス』だけはポーレット・ゴダードと二人、「幸福」を暗示して終わる）。和田誠は、横溝正史『真説金田一耕助』の挿画を担当した際も、第一回の山道をこちらに向かって歩いてくる耕助の姿に呼応して、最終回で背中を見せて立ち去っていく耕助のイラストを描いている。後に、篠田正浩監督『悪霊島』（1981年）や、市川崑のリメイク版『犬神家の一族』（2006年）のラストシーンも、全く同じ構図のショットで締めくくられた。
エンドクレジットで、逃げ出す「和田誠」
タイトルデザインの和田誠の文字が横に移動して消えていくのを、大林は、こんなふざけた映画から和田が逃げ出したのだと面白がった。